# Pokémon di prima generazione

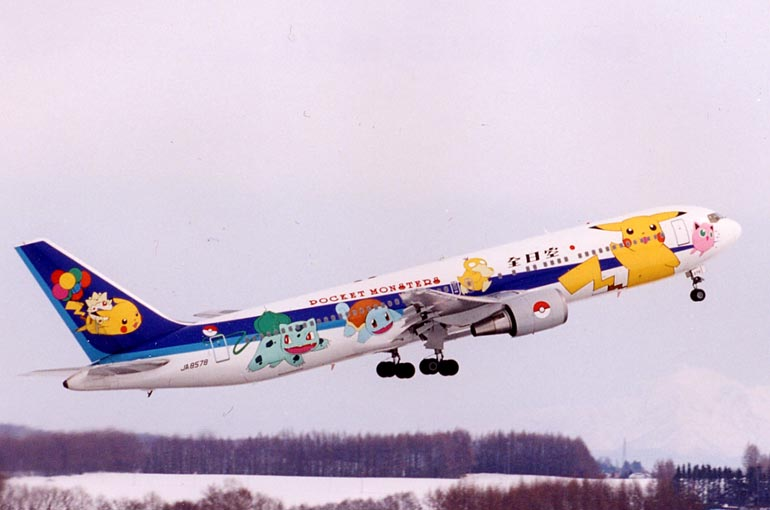
I Pokémon della prima generazione Bulbasaur, Squirtle, Psyduck, Pikachu e Jigglypuff raffigurati sulla fusoliera di un aereo della compagnia giapponese All Nippon Airways

La prima generazione dei videogiochi della serie Pokémon comprende i titoli Pokémon Rosso e Blu (1996) e Pokémon Giallo (1998). Essa introduce il primo gruppo di 151 Pokémon.
Le creature sono state concepite da un gruppo di meno di dieci disegnatori, coordinati da Ken Sugimori. La maggior parte dei Pokémon presenti nella generazione ha un design semplice e ispirato ad animali reali; molti inoltre sono serviti da modello per creature simili introdotte nei titoli successivi della serie.
La generazione è considerata la più popolare, amata e conosciuta sotto il profilo dell'aspetto dei Pokémon. La maggior parte della critica concorda, infatti, che con l'aumentare delle generazioni il numero dei Pokémon è diventato troppo grande per poterli ricordare tutti efficacemente, e che molti design sono stati riutilizzati in modo meno creativo e riuscito rispetto alla prima generazione, che contiene alcuni dei Pokémon più belli e popolari. Parte del successo viene anche attribuito al fatto che, essendo la prima, i Pokémon che la compongono si siano radicati maggiormente nella coscienza collettiva per pure ragioni di nostalgia, esulando dai meriti intrinseci delle creature.

## Elenco dei Pokémon
| Numero | Nome       | Evoluzione                                                                        |
| ------ | ---------- | --------------------------------------------------------------------------------- |
| 001    | Bulbasaur  | Evolve in Ivysaur                                                                 |
| 002    | Ivysaur    | Evoluzione di Bulbasaur, evolve in Venusaur                                       |
| 003    | Venusaur   | Evoluzione di Ivysaur, megaevolve in MegaVenusaur                                 |
| 004    | Charmander | Evolve in Charmeleon                                                              |
| 005    | Charmeleon | Evoluzione di Charmander, evolve in Charizard                                     |
| 006    | Charizard  | Evoluzione di Charmeleon, megaevolve in MegaCharizard X o in MegaCharizard Y      |
| 007    | Squirtle   | Evolve in Wartortle                                                               |
| 008    | Wartortle  | Evoluzione di Squirtle, evolve in Blastoise                                       |
| 009    | Blastoise  | Evoluzione di Wartortle, megaevolve in MegaBlastoise                              |
| 010    | Caterpie   | Evolve in Metapod                                                                 |
| 011    | Metapod    | Evoluzione di Caterpie, evolve in Butterfree                                      |
| 012    | Butterfree | Evoluzione di Metapod                                                             |
| 013    | Weedle     | Evolve in Kakuna                                                                  |
| 014    | Kakuna     | Evoluzione di Weedle, evolve in Beedrill                                          |
| 015    | Beedrill   | Evoluzione di Kakuna, megaevolve in MegaBeedrill                                  |
| 016    | Pidgey     | Evolve in Pidgeotto                                                               |
| 017    | Pidgeotto  | Evoluzione di Pidgey, evolve in Pidgeot                                           |
| 018    | Pidgeot    | Evoluzione di Pidgeotto, megaevolve in MegaPidgeot                                |
| 019    | Rattata    | Evolve in Raticate                                                                |
| 020    | Raticate   | Evoluzione di Rattata                                                             |
| 021    | Spearow    | Evolve in Fearow                                                                  |
| 022    | Fearow     | Evoluzione di Spearow                                                             |
| 023    | Ekans      | Evolve in Arbok                                                                   |
| 024    | Arbok      | Evoluzione di Ekans                                                               |
| 025    | Pikachu    | Evoluzione di Pichu, evolve in Raichu                                             |
| 026    | Raichu     | Evoluzione di Pikachu                                                             |
| 027    | Sandshrew  | Evolve in Sandslash                                                               |
| 028    | Sandslash  | Evoluzione di Sandshrew                                                           |
| 029    | Nidoran♀   | Evolve in Nidorina                                                                |
| 030    | Nidorina   | Evoluzione di Nidoran♀, evolve in Nidoqueen                                       |
| 031    | Nidoqueen  | Evoluzione di Nidorina                                                            |
| 032    | Nidoran♂   | Evolve in Nidorino                                                                |
| 033    | Nidorino   | Evoluzione di Nidoran♂, evolve in Nidoking                                        |
| 034    | Nidoking   | Evoluzione di Nidorino                                                            |
| 035    | Clefairy   | Evoluzione di Cleffa, evolve in Clefable                                          |
| 036    | Clefable   | Evoluzione di Clefairy                                                            |
| 037    | Vulpix     | Evolve in Ninetales                                                               |
| 038    | Ninetales  | Evoluzione di Vulpix                                                              |
| 039    | Jigglypuff | Evoluzione di Igglybuff, evolve in Wigglytuff                                     |
| 040    | Wigglytuff | Evoluzione di Jigglypuff                                                          |
| 041    | Zubat      | Evolve in Golbat                                                                  |
| 042    | Golbat     | Evoluzione di Zubat, evolve in Crobat                                             |
| 043    | Oddish     | Evolve in Gloom                                                                   |
| 044    | Gloom      | Evoluzione di Oddish, evolve in Vileplume o in Bellossom                          |
| 045    | Vileplume  | Evoluzione di Gloom                                                               |
| 046    | Paras      | Evolve in Parasect                                                                |
| 047    | Parasect   | Evoluzione di Paras                                                               |
| 048    | Venonat    | Evolve in Venomoth                                                                |
| 049    | Venomoth   | Evoluzione di Venonat                                                             |
| 050    | Diglett    | Evolve in Dugtrio                                                                 |
| 051    | Dugtrio    | Evoluzione di Diglett                                                             |
| 052    | Meowth     | Evolve in Persian o in Perrserker                                                 |
| 053    | Persian    | Evoluzione di Meowth                                                              |
| 054    | Psyduck    | Evolve in Golduck                                                                 |
| 055    | Golduck    | Evoluzione di Psyduck                                                             |
| 056    | Mankey     | Evolve in Primeape                                                                |
| 057    | Primeape   | Evoluzione di Mankey, evolve in Annihilape                                        |
| 058    | Growlithe  | Evolve in Arcanine                                                                |
| 059    | Arcanine   | Evoluzione di Growlithe                                                           |
| 060    | Poliwag    | Evolve in Poliwhirl                                                               |
| 061    | Poliwhirl  | Evoluzione di Poliwag, evolve in Poliwrath o in Politoed                          |
| 062    | Poliwrath  | Evoluzione di Poliwhirl                                                           |
| 063    | Abra       | Evolve in Kadabra                                                                 |
| 064    | Kadabra    | Evoluzione di Abra, evolve in Alakazam                                            |
| 065    | Alakazam   | Evoluzione di Kadabra, megaevolve in MegaAlakazam                                 |
| 066    | Machop     | Evolve in Machoke                                                                 |
| 067    | Machoke    | Evoluzione di Machop, evolve in Machamp                                           |
| 068    | Machamp    | Evoluzione di Machoke                                                             |
| 069    | Bellsprout | Evolve in Weepinbell                                                              |
| 070    | Weepinbell | Evoluzione di Bellsprout, evolve in Victreebel                                    |
| 071    | Victreebel | Evoluzione di Weepinbell                                                          |
| 072    | Tentacool  | Evolve in Tentacruel                                                              |
| 073    | Tentacruel | Evoluzione di Tentacool                                                           |
| 074    | Geodude    | Evolve in Graveler                                                                |
| 075    | Graveler   | Evoluzione di Geodude, evolve in Golem                                            |
| 076    | Golem      | Evoluzione di Graveler                                                            |
| 077    | Ponyta     | Evolve in Rapidash                                                                |
| 078    | Rapidash   | Evoluzione di Ponyta                                                              |
| 079    | Slowpoke   | Evolve in Slowbro o in Slowking                                                   |
| 080    | Slowbro    | Evoluzione di Slowpoke, megaevolve in MegaSlowbro                                 |
| 081    | Magnemite  | Evolve in Magneton                                                                |
| 082    | Magneton   | Evoluzione di Magnemite, evolve in Magnezone                                      |
| 083    | Farfetch'd | Evolve in Sirfetch'd                                                              |
| 084    | Doduo      | Evolve in Dodrio                                                                  |
| 085    | Dodrio     | Evoluzione di Doduo                                                               |
| 086    | Seel       | Evolve in Dewgong                                                                 |
| 087    | Dewgong    | Evoluzione di Seel                                                                |
| 088    | Grimer     | Evolve in Muk                                                                     |
| 089    | Muk        | Evoluzione di Grimer                                                              |
| 090    | Shellder   | Evolve in Cloyster                                                                |
| 091    | Cloyster   | Evoluzione di Shellder                                                            |
| 092    | Gastly     | Evolve in Haunter                                                                 |
| 093    | Haunter    | Evoluzione di Gastly, evolve in Gengar                                            |
| 094    | Gengar     | Evoluzione di Haunter, megaevolve in MegaGengar                                   |
| 095    | Onix       | Evolve in Steelix                                                                 |
| 096    | Drowzee    | Evolve in Hypno                                                                   |
| 097    | Hypno      | Evoluzione di Drowzee                                                             |
| 098    | Krabby     | Evolve in Kingler                                                                 |
| 099    | Kingler    | Evoluzione di Krabby                                                              |
| 100    | Voltorb    | Evolve in Electrode                                                               |
| 101    | Electrode  | Evoluzione di Voltorb                                                             |
| 102    | Exeggcute  | Evolve in Exeggutor                                                               |
| 103    | Exeggutor  | Evoluzione di Exeggcute                                                           |
| 104    | Cubone     | Evolve in Marowak                                                                 |
| 105    | Marowak    | Evoluzione di Cubone                                                              |
| 106    | Hitmonlee  | Evoluzione di Tyrogue                                                             |
| 107    | Hitmonchan | Evoluzione di Tyrogue                                                             |
| 108    | Lickitung  | Evolve in Lickilicky                                                              |
| 109    | Koffing    | Evolve in Weezing                                                                 |
| 110    | Weezing    | Evoluzione di Koffing                                                             |
| 111    | Rhyhorn    | Evolve in Rhydon                                                                  |
| 112    | Rhydon     | Evoluzione di Rhyhorn, evolve in Rhyperior                                        |
| 113    | Chansey    | Evoluzione di Happiny, evolve in Blissey                                          |
| 114    | Tangela    | Evolve in Tangrowth                                                               |
| 115    | Kangaskhan | Megaevolve in MegaKangaskhan                                                      |
| 116    | Horsea     | Evolve in Seadra                                                                  |
| 117    | Seadra     | Evoluzione di Horsea, evolve in Kingdra                                           |
| 118    | Goldeen    | Evolve in Seaking                                                                 |
| 119    | Seaking    | Evoluzione di Goldeen                                                             |
| 120    | Staryu     | Evolve in Starmie                                                                 |
| 121    | Starmie    | Evoluzione di Staryu                                                              |
| 122    | Mr. Mime   | Evoluzione di Mime Jr., evolve in Mr. Rime                                        |
| 123    | Scyther    | Evolve in Scizor o in Kleavor                                                     |
| 124    | Jynx       | Evoluzione di Smoochum                                                            |
| 125    | Electabuzz | Evoluzione di Elekid, evolve in Electivire                                        |
| 126    | Magmar     | Evoluzione di Magby, evolve in Magmortar                                          |
| 127    | Pinsir     | Megaevolve in MegaPinsir                                                          |
| 128    | Tauros     | Nessuna evoluzione                                                                |
| 129    | Magikarp   | Evolve in Gyarados                                                                |
| 130    | Gyarados   | Evoluzione di Magikarp, megaevolve in MegaGyarados                                |
| 131    | Lapras     | Nessuna evoluzione                                                                |
| 132    | Ditto      | Nessuna evoluzione                                                                |
| 133    | Eevee      | Evolve in Vaporeon, Jolteon, Flareon, Espeon, Umbreon, Leafeon, Glaceon o Sylveon |
| 134    | Vaporeon   | Evoluzione di Eevee                                                               |
| 135    | Jolteon    | Evoluzione di Eevee                                                               |
| 136    | Flareon    | Evoluzione di Eevee                                                               |
| 137    | Porygon    | Evolve in Porygon2                                                                |
| 138    | Omanyte    | Evolve in Omastar                                                                 |
| 139    | Omastar    | Evoluzione di Omanyte                                                             |
| 140    | Kabuto     | Evolve in Kabutops                                                                |
| 141    | Kabutops   | Evoluzione di Kabuto                                                              |
| 142    | Aerodactyl | Megaevolve in MegaAerodactyl                                                      |
| 143    | Snorlax    | Evoluzione di Munchlax                                                            |
| 144    | Articuno   | Nessuna evoluzione                                                                |
| 145    | Zapdos     | Nessuna evoluzione                                                                |
| 146    | Moltres    | Nessuna evoluzione                                                                |
| 147    | Dratini    | Evolve in Dragonair                                                               |
| 148    | Dragonair  | Evoluzione di Dratini, evolve in Dragonite                                        |
| 149    | Dragonite  | Evoluzione di Dragonair                                                           |
| 150    | Mewtwo     | Megaevolve in MegaMewtwo X o in MegaMewtwo Y                                      |
| 151    | Mew        | Nessuna evoluzione                                                                |

### Bulbasaur
Bulbasaur (フシギダネ?, Fushigidane) è un Pokémon base di tipo Erba/Veleno. Si evolve in Ivysaur con l'aumento di livello. Viene definito il Pokémon Seme. È uno dei Pokémon iniziali di Pokémon Rosso e Blu e Pokémon Rosso Fuoco e Verde Foglia. Fin dalla nascita ha un seme piantato nella schiena, che cresce con lui assorbendo la luce solare fino a diventare un bulbo sempre più grande. Traendo nutrimento dalla pianta, il Pokémon cresce rapidamente e può resistere a lungo senza ingerire cibo. Bulbasaur è uno dei sedici Pokémon iniziali nella serie Pokémon Mystery Dungeon. Nell'anime, Bulbasaur appare per la prima volta nel corso dell'episodio Un'oasi felice (Bulbasaur and the Hidden Village), in cui Ash ne cattura un esemplare. In Terra proibita (Grass Hysteria!), Vera cattura un altro Bulbasaur, che, all'inizio della saga del Parco Lotta, viene affidato al Professor Oak. Anche Shana riceve un esemplare del Pokémon dal Professor Platan nell'episodio L'estate delle scoperte! (Summer of Discovery!). Nel manga Pokémon - La grande avventura, Bulbasaur è il primo Pokémon di Rosso, che gli viene consegnato dal Professor Oak nel secondo capitolo. Nel manga Il magico viaggio dei Pokémon, Pistachio possiede un Bulbasaur di nome Danerina.

### Ivysaur
Ivysaur (フシギソウ?, Fushigisō) è un Pokémon di stadio uno di tipo Erba/Veleno. Viene definito il Pokémon Seme. Si evolve da Bulbasaur ed evolve a sua volta in Venusaur con l'aumento di livello. È stato concepito come una rana con un germoglio sulla schiena. Ha un germoglio piantato sulla schiena, che cresce se esposto alla luce solare e se assorbe abbastanza nutrimento, sbocciando poi in un grande fiore profumato. Per reggere il peso del germoglio il corpo e le zampe di Ivysaur si sono notevolmente irrobustiti. Assieme a Squirtle e Charizard, Ivysaur è uno dei Pokémon del personaggio Allenatore di Pokémon nel videogioco Super Smash Bros. Brawl. Nell'anime, Ivysaur appare per la prima volta nel corso dell'episodio Il giardino dei misteri (Bulbasaur's Mysterious Garden), in cui viene mostrata l'evoluzione di numerosi Bulbasaur. Nell'episodio Una lotta in coppia piena di ispirazione! (Tag Team Battle Inspiration!) si scopre che il Bulbasaur di Shana si è evoluto in un Ivysaur.

### Venusaur
Venusaur (フシギバナ?, Fushigibana) è un Pokémon di stadio due di tipo Erba/Veleno. Si evolve da Ivysaur. Viene definito il Pokémon Seme. È il Pokémon rappresentato sulle copertine di Pokémon Verde e Pokémon Verde Foglia. Ha l'aspetto di una rana con un fiore sul dorso. Con il fiore assorbe la luce solare e la trasforma in energia. Emana inoltre un piacevole profumo, che attira gli altri Pokémon e placa gli animi di chi lo annusa. Gli esemplari di sesso femminile di Venusaur presentano un seme all'interno del loro fiore. In Pokémon X e Y ottiene una megaevoluzione denominata MegaVenusaur, trasferendosi nella regione di Galar i Venusaur possono avere una forma gigamax. Nell'anime, Venusaur appare per la prima volta nel corso dell'episodio Il giardino dei misteri (Bulbasaur's Mysterious Garden), come protettore del giardino in cui i Bulbasaur si evolvono in Ivysaur. Possiedono esemplari di Venusaur Drake, Savino, Spartaco e Vera. Nel film Pokémon il film - Mewtwo colpisce ancora è uno dei Pokémon clonati da Mewtwo. Nel manga Pokémon - La grande avventura Rosso possiede un Venusaur, evoluzione del suo Bulbasaur.

### Charmander
Charmander (ヒトカゲ?, Hitokage) è un Pokémon base di tipo Fuoco. Si evolve in Charmeleon con l'aumento di livello. Viene definito il Pokémon Lucertola. È uno dei Pokémon iniziali di Pokémon Rosso e Blu e Rosso Fuoco e Verde Foglia. Ha l'aspetto di una piccola lucertola rossa. Sulla punta della coda gli brucia sempre una fiamma che è un indice del suo stato di salute e d'animo: se si affioca è debole, se ondeggia è divertito, mentre se brucia violentemente è infuriato. Charmander è uno dei sedici Pokémon iniziali nella serie Pokémon Mystery Dungeon. Nell'anime, Charmander appare per la prima volta nel corso dell'episodio Un nuovo Pokémon (Charmander the Stray Pokémon), in cui Ash ne cattura un esemplare. Un altro Charmander presente nella serie animata è Zippo, appartenente a Richie. Charmander è anche il Pokémon iniziale di Trovato, ricevuto dal Professor Platan nell'episodio L'estate delle scoperte! (Summer of Discovery!). In Pokémon: Le origini Rosso inizia la sua avventura con Charmander. Nel manga Pokémon - La grande avventura, Blu riceve un Charmander dal Professor Oak. Ne Il magico viaggio dei Pokémon, Peanut possiede un esemplare di Charmander.

### Charmeleon
Charmeleon (リザード?, Rizādo) è un Pokémon di stadio uno di tipo Fuoco. Si evolve da Charmander ed evolve a sua volta in Charizard con l'aumento di livello. Viene definito il Pokémon Fiamma. Il suo habitat sono le montagne rocciose. Ha un'indole aggressiva e in combattimento attacca furiosamente i suoi nemici con potenti fiammate, colpi di coda e graffi. Nell'anime, Charmeleon appare per la prima volta nel corso dell'episodio Il mago Melvin (The March of the Exeggutor Squad), in cui si evolve il Charmander di Ash. Possiedono esemplari di Charmeleon anche Richie e Trovato. Nel film Pokémon 4Ever Sammy schiera in campo il suo Charmeleon, accanto al Bayleef di Ash. In Pokémon: Le origini Rosso utilizza un esemplare di Charmeleon, evoluzione del suo Charmander.

### Charizard
Charizard (リザードン?, Lizardon) è un Pokémon di stadio due di tipo Fuoco/Volante. Si evolve da Charmeleon. Viene definito il Pokémon Fiamma. È il Pokémon rappresentato sulle copertine di Pokémon Rosso e Pokémon Rosso Fuoco. Ha l'aspetto di un drago. Le sue ali gli permettono di volare in alto e lontano, alla ricerca di potenziali nemici. Può emettere fiamme intense capaci di fondere qualsiasi materiale, ma si astiene dall'utilizzarle contro nemici più deboli di lui. A causa della sua sconsideratezza tende ad appiccare incendi senza averne l'intenzione. In Pokémon X e Y ottiene due megaevoluzioni denominate MegaCharizard X, di tipo Fuoco/Drago, e MegaCharizard Y, di tipo Fuoco/Volante. Nella regione di Galar i Charizard possono avere una forma gigamax in cui diventano giganteschi e con un colore molto luminoso simile alla lava . Charizard è uno dei tre Pokémon del personaggio Allenatore di Pokémon nel videogioco Super Smash Bros. Brawl ed è presente come personaggio giocante in Super Smash Bros. per Nintendo 3DS e Wii U. Nell'anime, Charizard appare per la prima volta nel corso dell'episodio Avventure preistoriche (Attack of the Prehistoric Pokémon), in cui il Charmeleon di Ash si evolve. Anche Alan possiede un esemplare del Pokémon, in grado di megaevolversi in MegaCharizard X, mentre Trovato, nell'episodio Una lega a parte! (A League of His Own!), schiera un esemplare capace di megaevolvere in MegaCharizard Y. Nel film Pokémon il film - Mewtwo colpisce ancora Charizard è uno dei tre Pokémon clonati da Mewtwo. Un altro Charizard, di proprietà di Rosso, compare in Pokémon: Le origini. Il Pokémon del ragazzo si megaevolve in MegaCharizard X nel corso della battaglia contro Mewtwo. Nel manga Pokémon - La grande avventura Blu possiede un Charizard, evoluzione del suo Charmander.

### Squirtle
Squirtle (ゼニガメ?, Zenigame) è un Pokémon base di tipo Acqua. Si evolve in Wartortle con l'aumento di livello. Viene definito il Pokémon Tartaghina. È uno dei Pokémon iniziali di Pokémon Rosso e Blu e Rosso Fuoco e Verde Foglia. Ha l'aspetto di una piccola tartaruga. Il suo corpo è infatti protetto da una corazza, che alla nascita è tenera e morbida, ma in seguito si indurisce, diventando elastica, così che i colpi gli rimbalzano contro. Se si sente minacciato si ritira all'interno del guscio e spruzza i suoi assalitori con getti d'acqua dalla bocca. Squirtle è uno dei sedici Pokémon iniziali nella serie Pokémon Mystery Dungeon. Compare inoltre come uno dei tre Pokémon del personaggio Allenatore di Pokémon nel videogioco Super Smash Bros. Brawl. Nell'anime, alcuni esemplari di Squirtle che formano una banda di teppisti appaiono nel corso dell'episodio Una squadra scatenata (Here Comes the Squirtle Squad). Dopo aver collaborato con Ash e compagni a spegnere un incendio, la banda entra a far parte del corpo dei pompieri cittadino e il loro leader decide di seguire Ash. In Un nuovo obiettivo (The Right Place and the Right Mime) Vera ottiene uno Squirtle dal Professor Oak. Hanno avuto come Pokémon iniziale Squirtle gli allenatori Gary Oak e Tierno. Nel manga Pokémon - La grande avventura Verde inizia la sua avventura con uno Squirtle rubato al Professor Oak.

### Wartortle
Wartortle (カメール?, Kamēru) è un Pokémon di stadio uno di tipo Acqua. Si evolve da Squirtle ed evolve a sua volta in Blastoise con l'aumento di livello. Viene definito il Pokémon Tartaruga. Può ritirarsi nel carapace per difendersi dagli attacchi nemici, più questo è graffiato, maggiore sarà la sua esperienza in combattimento. Nuota agile in acqua, bilanciandosi con le orecchie e avvicinandosi di soppiatto alle sue prede. È molto longevo: con l'avanzare dell'età il pelo che gli ricopre le orecchie e la coda diventa sempre più scuro e sul suo guscio si accumulano alghe. Nell'anime, Wartortle appare per la prima volta nel corso dell'episodio Il grande sonno (Beach Blank-Out Blastoise), ambientato in un'isola abitata esclusivamente da Squirtle, Wartortle e da un Blastoise. Possiedono esemplari del Pokémon, evoluzioni del loro Squirtle, Vera e Tierno.

### Blastoise
Blastoise (カメックス?, Kamekkusu) è un Pokémon di stadio due di tipo Acqua. Si evolve da Wartortle. Viene definito il Pokémon Crostaceo. È il Pokémon rappresentato sulle copertine di Pokémon Blu. Ha due grossi cannoni che gli fuoriescono dalla corazza e che sparano getti d'acqua ad alta pressione in grado di perforare l'acciaio. Per resistere al contraccolpo deve pertanto ancorarsi bene al suo con le zampe. È piuttosto cruento, schiacciando i nemici con il suo peso o colpendoli coi suoi potenti e rapidi getti d'acqua. In Pokémon X e Y ottiene una megaevoluzione denominata MegaBlastoise. Il pokemon nella regione di Galar ottiene una forma Gigamax in cui si ingrandisce e ottiene sul dorso 31 cannoni di cui uno gigantesco al centro.. Nell'anime, Blastoise appare per la prima volta nel corso dell'episodio Il grande sonno (Beach Blank-Out Blastoise), ambientato in un'isola abitata esclusivamente da Squirtle, Wartortle e da un Blastoise. È uno dei Pokémon utilizzati da Cissy, Gary Oak, Tierno e Narciso. Nel film Pokémon il film - Mewtwo colpisce ancora Blastoise è uno dei Pokémon clonati da Mewtwo. Nel manga Pokémon - La grande avventura Verde possiede un Blastoise.

### Caterpie
Caterpie (キャタピー?, Kyatapī) è un Pokémon base di tipo Coleottero. Si evolve in Metapod con l'aumento di livello. Viene definito il Pokémon Baco. Ha l'aspetto di un baco dalla pelle verde, con la quale si mimetizza tra la vegetazione. Le ventose che ha sulle zampe gli consentono inoltre di arrampicarsi con facilità su alberi e muri per raggiungere le foglie di cui si nutre voracemente. Ogni volta che, crescendo, la sua pelle si fa troppo stretta, Caterpie la muta con una più grande, fino a quando, in procinto di evolversi, si racchiude in un bozzolo di seta. Nonostante sia piccolo e debole e per questo preda di molte creature, tende a crescere velocemente e può difendersi emettendo un odore insopportabile dall'antenna che ha sul capo. Nell'anime, Caterpie è il primo Pokémon a essere catturato da Ash nell'episodio Il primo Pokémon catturato (Ash Catches a Pokémon!). Quando l'allenatore si scontra poi con il Team Rocket, Caterpie si evolve in Metapod. Nel manga Pokémon - La grande avventura Giallo possiede per un periodo un Caterpie.

### Metapod
Metapod (トランセル?, Toranseru) è un Pokémon di stadio uno di tipo Coleottero. Si evolve da Caterpie ed evolve a sua volta in Butterfree con l'aumento di livello. Viene definito il Pokémon Bozzolo. È un bozzolo, il cui corpo morbido e vulnerabile è racchiuso in un guscio corazzato. Sta la maggior parte del tempo immobile mentre il suo corpo subisce una metamorfosi per prepararsi all'evoluzione. L'unica cosa che può fare nell'attesa è indurire il guscio il più possibile, dato che colpi o attacchi esterni possono sbalzarlo dalla corazza se questa è troppo fragile. Nell'anime, Metapod appare per la prima volta nel corso dell'episodio Il primo Pokémon catturato (Ash Catches a Pokémon!), in cui si evolve il Caterpie di Ash. Nell'episodio successivo, La sfida del samurai (Challenge of the Samurai), il Pokémon viene rapito da uno sciame di Beedrill e trasportato in un nido di Kakuna. Quando Ash trae in salvo Metapod, questo si evolve in Butterfree. Anche il capopalestra Raffaello possiede un Metapod e lo utilizza durante il suo scontro con Ash nel corso di Una palestra immersa nel verde (Gettin' The Bugs Out). Nel manga Pokémon - La grande avventura Giallo possiede un esemplare di Metapod, evoluzione del suo Caterpie.

### Butterfree
Butterfree (バタフリー?, Batafurī) è un Pokémon di stadio due di tipo Coleottero/Volante. Si evolve da Metapod. Viene definito il Pokémon Farfalla. Appare come una farfalla, con grandi occhi composti e ali coperte da una patina idrorepellente che gli consentono di volare anche sotto la pioggia. Vola di fiore in fiore anche per molti chilometri a raccogliere polline, nettare e miele, di cui si nutre e che trasporta poi al proprio nido. Se attaccato si difende spargendo spore tossiche dalle ali. Gli esemplari di sesso femminile presentano un segmento viola (nero nei videogiochi della quarta generazione) sulle ali posteriori. Nell'anime, Butterfree appare per la prima volta nel corso dell'episodio La sfida del samurai (Challenge of the Samurai), in cui si evolve il Metapod di Ash. Il Pokémon rimane con l'allenatore fino all'episodio Una nuova vita (Bye-Bye Butterfree), quando viene liberato da Ash dopo essersi innamorato di un esemplare femminile di Butterfree rosa. Anche Richie possiede un esemplare di Butterfree, chiamato Happy. Nel manga Pokémon - La grande avventura Giallo possiede un Butterfree.

### Weedle
Weedle (ビードル?, Bīdoru) è un Pokémon base di tipo Coleottero/Veleno. Si evolve in Kakuna con l'aumento di livello. Viene definito il Pokémon Millepiedi. Ha l'aspetto di un millepiedi con un aculeo lungo cinque centimetri sulla fronte che usa per attaccare e avvelenare i nemici. Vive soprattutto in boschi e prati, dove si nutre di foglie che seleziona con l'olfatto sensibile. Nell'anime, Weedle appare per la prima volta nel corso dell'episodio La sfida del samurai (Challenge of the Samurai), in cui Ash tenta di catturarne un esemplare all'interno del Bosco Smeraldo. Casey cattura un Weedle nel corso di Caccia ai coleotteri (The Bug Stops Here), in seguito liberato. Nel manga Pokémon - La grande avventura Verde possiede un esemplare di Weedle.

### Kakuna
Kakuna (コクーン?, Kokūn) è un Pokémon di stadio uno di tipo Coleottero/Veleno. Si evolve da Weedle ed evolve a sua volta in Beedrill con l'aumento di livello. Viene definito il Pokémon Bozzolo. Essendo un bozzolo è quasi incapace di muoversi, ma aspetta pazientemente l'evoluzione nascosto tra i rami degli alberi. Per proteggersi dai suoi aggressori può indurire il guscio o estendere limitatamente un pungiglione velenoso. All'interno della corazza il suo corpo subisce una metamorfosi producendo calore, maggiore è l'intensità sviluppata più prossimo il Pokémon è all'evoluzione. Nell'anime, dei Kakuna appaiono per la prima volta nel corso dell'episodio La sfida del samurai (Challenge of the Samurai), nel quale il Metapod di Ash viene rapito da alcuni Beedrill e trasportato in un nido di Kakuna.

### Beedrill
Beedrill (スピアー?, Supiā) è un Pokémon di stadio due di tipo Coleottero/Veleno. Si evolve da Kakuna. Viene definito il Pokémon Velenape. Ha l'aspetto di un'ape, con tre grandi pungiglioni velenosi sulle zampe anteriori e sull'addome. È molto aggressivo, e difende strenuamente il proprio territorio attaccando gli intrusi in folti sciami. In Rubino Omega e Zaffiro Alpha ottiene una megaevoluzione denominata MegaBeedrill; in questa forma le sue zampe posteriori si trasformano anch'esse in aculei. Nell'anime, Beedrill appare per la prima volta nel corso dell'episodio La sfida del samurai (Challenge of the Samurai), in cui il Metapod di Ash viene rapito da alcuni Beedrill e trasportato in un nido di Kakuna. In Caccia ai coleotteri (The Bug Stops Here) Ash cattura un Beedrill, ma decide di donarlo a Casey. Nel manga Pokémon - La grande avventura Giovanni possiede un esemplare del Pokémon, evoluzione del suo Weedle.

### Pidgey
Pidgey (ポッポ?, Poppo) è un Pokémon base di tipo Normale/Volante. Si evolve in Pidgeotto con l'aumento di livello. Viene definito il Pokémon Uccellino. È un piccolo uccello che vive  boschi e tra l'erba alta. Anche quando si trova lontano dal suo ambiente naturale, è sempre in grado di ritrovare la strada per il suo nido grazie a un senso dell'orientamento molto sviluppato. Agita le ali per sollevare la sabbia e accecare così i nemici o le prede; in questo modo riesce spesso a evitare di lottare. Nell'anime, Pidgey appare per la prima volta nel corso dell'episodio L'inizio di una grande avventura (Pokémon, I Choose You!), in cui Ash tenta invano di catturarne un esemplare. Pokémon molto comune tra gli allenatori della serie animata, Pidgey è utilizzato anche dal Professor Oak e da Casey.

### Pidgeotto
Pidgeotto (ピジョン?, Pijon) è un Pokémon di stadio uno di tipo Normale/Volante. Si evolve da Pidgey ed evolve a sua volta in Pidgeot con l'aumento di livello. 
Viene definito il Pokémon Uccello. È un Pokémon uccello con becco e artigli affilati, vista eccellente e ali maestose. Rivendica come suo un territorio molto vasto, dove nidifica, caccia e che difende strenuamente dagli intrusi. Perlustra il cielo con ampi voli circolari in cerca di prede, e poi le afferra con le zampe e le trasporta al nido. Nell'anime, un esemplare di Pidgeotto è il secondo Pokémon catturato da Ash nel corso dell'episodio Il primo Pokémon catturato (Ash Catches a Pokémon!).

### Pidgeot
Pidgeot (ピジョット?, Pijotto) è un Pokémon di stadio due di tipo Normale/Volante. Si evolve da Pidgeotto. Viene definito il Pokémon Uccello. È un uccello dal bel piumaggio vistoso e colorato. Combina il suo volo a velocità supersonica, la sua vista acutissima e i suoi artigli affilati per predare ignari pesci. Grazie ai possenti muscoli pettorali può generare forti tempeste di vento. In Rubino Omega e Zaffiro Alpha ottiene una megaevoluzione denominata MegaPidgeot, ancora più forte e resistente. Nell'anime, Pidgeot appare per la prima volta in Una festa movimentata (Pallet Party Panic) in cui il Pidgeotto di Ash si evolve per sconfiggere uno stormo di Spearow. Al termine dell'episodio Ash libera il Pokémon all'interno del Bosco Smeraldo. Anche il capopalestra Valerio possiede un esemplare di Pidgeot.

### Rattata
Rattata (コラッタ?, Koratta) è un Pokémon base di tipo Normale. Si evolve in Raticate con l'aumento di livello. Viene definito il Pokémon Topo. È basato su un topo. Infatti è molto diffuso, adattabile e si insedia ovunque trovi del cibo, moltiplicandosi rapidamente fino a raggiungere colonie comprendenti diverse dozzine di individui. Le sue zanne affilate gli crescono per tutta la vita; per cui, per continuare a nutrirsi normalmente, Rattata deve periodicamente limarsele rosicchiando materiali molto duri. Gli esemplari di sesso maschile presentano vibrisse più lunghe rispetto alle femmine. Nella settima generazione è stata introdotta la forma di Alola di Rattata, di tipo Buio/Normale. Questo mutamento di aspetto è stato motivato con l'introduzione nelle isole di Yungoos, un predatore che avrebbe dovuto tenere sotto controllo il numero dei Rattata in forte espansione, ma che si è rivelato solo parzialmente efficace spingendo invece i Rattata a diventare notturni per evitare gli Yungoos, dalle abitudini invece diurne. Ciò rispecchia l'introduzione della mangusta di Giava alle Hawaii nel 1883 per arginare l'espansione dei ratti nelle piantagioni dell'arcipelago; un tentativo che si concluse parimenti con un insuccesso. Guidati dal loro eccellente olfatto, i Rattata di Alola si introducono in case, negozi e locali in cerca di cibo. Rattata è il Pokémon iniziale del videogioco Pokémon Rumble. Nell'anime, Rattata appare per la prima volta nel corso dell'episodio L'inizio di una grande avventura (Pokémon, I Choose You!). Numerosi personaggi possiedono un esemplare del Pokémon, tra cui Casey. La forma di Alola di Rattata appare per la prima volta nel corso dell'episodio Dominare un dominante! (To Top a Totem!).

### Raticate
Raticate (ラッタ?, Ratta) è un Pokémon di stadio uno di tipo Normale. Si evolve da Rattata. Viene definito il Pokémon Topo. Ha l'aspetto di un topo, con lunghi baffi che usa per tenersi in equilibrio e per sondare l'ambiente circostante. Grazie alle sue zampe posteriori palmate è in grado di attraversare a nuoto anche fiumi e piccoli specchi d'acqua, in cerca di nuovi territori in cui procurarsi cibo. Coi suoi denti robusti può rosicchiare perfino rocce, tronchi ed edifici. Gli esemplari di sesso maschile presentano vibrisse più lunghe rispetto alle femmine. Nella settima generazione è stata introdotta la forma di Alola di Raticate, di tipo Buio/Normale. Questa forma vive al comando di un gruppo di Rattata, che eseguono i suoi ordini e gli procurano il cibo più fresco. Raticate forma di Alola è il Pokémon dominante di Mele Mele in Pokémon Luna. Nell'anime, Raticate appare per la prima volta nel corso dell'episodio Un'insolita crociera (Battle Aboard the St. Anne) in cui Ash scambia il suo Butterfree per un esemplare del Pokémon. Successivamente annulla lo scambio e ritorna in possesso del suo Pokémon. Cassidy del Team Rocket possiede un esemplare di Raticate. Nell'episodio Dominare un dominante! (To Top a Totem!) appare per la prima volta la forma di Alola di Raticate. In Tenzone fra team! (A Team-on-Team Tussle!) appare il Raticate dominante che viene battuto dal Mimikyu di Jessie. Nel manga Pokémon - La grande avventura Giallo possiede un esemplare di Raticate, evoluzione del suo Rattata.

### Spearow
Spearow (オニスズメ?, Onisuzume) è un Pokémon base di tipo Normale/Volante. Si evolve in Fearow con l'aumento di livello. Viene definito il Pokémon Uccellino. È un piccolo uccello, ma le sue ali sono corte e tozze, impedendogli di volare a lungo o ad alte quote e costringendolo a sbatterle velocemente per rimanere in volo. Va a caccia di insetti nell'erba alta. È molto territoriale e difende il suo spazio con vigore anche contro avversari più grandi di lui; in caso di pericolo avverte i suoi simili con grida acute udibili a grande distanza. Nell'anime, Ash tenta di catturare un esemplare di Spearow lanciandogli addosso una pietra ne L'inizio di una grande avventura (Pokémon, I Choose You!), e in seguito lui e suoi Pokémon sono attaccati due volte dallo stormo del Pokémon. Anche il Charmander poi catturato da Ash viene attaccato da uno stormo di Spearow nell'episodio Un nuovo Pokémon (Charmander the Stray Pokémon).

### Fearow
Fearow (オニドリル?, Onidoriru) è un Pokémon di stadio uno di tipo Normale/Volante. Si evolve da Spearow. Viene definito il Pokémon Becco. Si tratta di un Pokémon uccello molto antico. Le maestose e robuste ali possono mantenerlo in volo anche per intere giornate, mentre il collo e il becco allungati gli consentono di catturare agilmente prede in acqua o sottoterra. Nell'anime, Fearow appare per la prima volta nel corso dell'episodio Un'amica magnetica (Sparks Fly for Magnemite). In Una festa movimentata (Pallet Party Panic) Ash incontra l'evoluzione dello Spearow che ha tentato di catturare nel primo episodio. Nel manga Pokémon - La grande avventura il Professor Oak possiede un esemplare di Fearow, evoluzione del suo Spearow.

### Ekans
Ekans (アーボ?, Ābo) è un Pokémon base di tipo Veleno. Si evolve in Arbok con l'aumento di livello. Viene definito il Pokémon Serpente. È una specie esclusiva di Pokémon Rosso e Rosso Fuoco. Si tratta di un serpente che si muove strisciando furtivamente nelle praterie e tra l'erba alta. Facendo vibrare la lingua rileva eventuali pericoli o prede, che poi azzanna col suo morso velenoso e ingoia intere dislocando la mascella. Dopo ogni pasto diventa sempre più lungo e pesante, e deve riposarsi avvolgendosi a spirale. Nell'anime, Jessie del Team Rocket ne possiede un esemplare.

### Arbok
Arbok (アーボック?, Ābokku) è un Pokémon di stadio uno di tipo Veleno. Si evolve da Ekans. Viene definito il Pokémon Cobra. È una specie esclusiva di Pokémon Rosso e Rosso Fuoco. Ha l'aspetto di un cobra, con un vistoso cappuccio nella parte superiore del corpo i cui disegni e motivi variano da zona a zona e posso assumere più di venti conformazioni differenti. Arbok usa questa sorta di seconda faccia per spaventare i suoi nemici o paralizzare dalla paura le sue vittime. Sebbene sia velenoso preferisce poi stritolare le sue vittime tra le sue forti spire. Nell'anime, Arbok appare per la prima volta nel corso dell'episodio La diga (Dig Those Diglett) in cui l'Ekans di Jessie si evolve. L'allenatrice libererà il Pokémon in Il bracconiere (A Poached Ego!).

### Pikachu
Pikachu (ピカチュウ?, Pikachū) è un Pokémon base di tipo Elettro. Si evolve da Pichu ed evolve a sua volta in Raichu tramite l'utilizzo dello strumento Pietratuono. Viene definito il Pokémon Topo. Ha l'aspetto di un topo, con un corpo arrotondato, zampe corte e una coda che ricorda il simbolo di un fulmine. Sulle guance ha due sacche rosse in cui immagazzina l'elettricità che può rilasciare a piacimento per attaccare, ricaricare altri Pikachu indeboliti o cuocere le bacche di cui si nutre per renderle più tenere. I Pikachu sono Pokémon diffidenti che sorvegliano l'ambiente ricorrendo alla loro coda sensibile e che ricorrono a scariche elettriche se minacciati o quando incontrano qualcosa che non conoscono. È il Pokémon iniziale di Pokémon Giallo e Let's Go, Pikachu!. Nell'anime, Pikachu è stato scelto come personaggio principale a fianco di Ash Ketchum, di conseguenza è diventato uno dei personaggi più famosi e conosciuti di Pokémon e la mascotte ufficiale del franchise.

### Raichu
Raichu (ライチュウ?, Raichū) è un Pokémon di stadio uno di tipo Elettro. Si evolve da Pikachu. Viene definito il Pokémon Topo. Accumula elettricità nel proprio corpo, che lo fa brillare debolmente al buio e gli permette di rilasciare tremende scariche elettriche. Se la carica immagazzinata è troppa Raichu diventa aggressivo, per questo ogni tanto scarica l'elettricità in eccesso nel suolo tramite la propria coda. Gli esemplari di sesso femminile presentano una coda di lunghezza inferiore rispetto a quella dei maschi. Nella settima generazione è stata introdotta la forma di Alola di Raichu, di tipo Elettro/Psico. In questo stato concentra i suoi poteri psichici nella coda per farla levitare e cavalcarla come una tavola da surf. Nell'anime, i capopalestra Lt. Surge e Corrado possiedono dei Raichu. Anche Tierno ne schiera un esemplare. La forma di Alola di Raichu appare per la prima volta nel corso dell'episodio Corsa al grande evento! (Racing to a Big Event!).

### Sandshrew
Sandshrew (サンド?, Sando) è un Pokémon base di tipo Terra. Si evolve in Sandslash con l'aumento di livello. Viene definito il Pokémon Topo. È una specie esclusiva di Pokémon Blu e Verde Foglia. Predilige le zone aride e desertiche lontano dall'acqua, dove vive in tane scavate sottoterra. A causa dell'habitat impervio la sua pelle si è trasformata in una corazza resistente, ragione per cui, per proteggersi dai nemici, il Pokémon si raggomitola su sé stesso. Nella settima generazione è stata introdotta la forma di Alola di Sandshrew, di tipo Ghiaccio/Acciaio, che si evolve tramite l'utilizzo dello strumento Pietragelo. Questa variante regionale si è adattata a vivere in rigidi climi montani, sviluppando una corazza di ghiaccio dura come l'acciaio ma meno flessibile della sua controparte continentale. Avanza agilmente sul ghiaccio aggrappandosi con gli artigli o scivolando sul ventre. Nell'anime, Sandshrew appare per la prima volta nel corso dell'episodio Impegnati e vincerai (The Path to the Pokémon League). Nel manga Pokémon - La grande avventura Rosso e Oro possiedono esemplari di Sandshrew.

### Sandslash
Sandslash (サンドパン?, Sandopan) è un Pokémon di stadio uno di tipo Terra. Si evolve da Sandshrew. Viene definito il Pokémon Topo. È una specie esclusiva di Pokémon Blu e Verde Foglia. Il suo dorso è coperto da dure scaglie appuntite; quando Sandslash si richiude a riccio questi aculei diventano un'arma per attaccare le prede o scoraggiare gli assalitori. È inoltre provvisto di lunghi artigli con cui scava nel terreno e si arrampica sugli alberi. Ogni tanto le scaglie e gli artigli gli cadono o si consumano, ma ne ricrescono di nuovi nel giro di un giorno. Nella settima generazione è stata introdotta la forma di Alola di Sandshrew, di tipo Ghiaccio/Acciaio. In questa forma le scaglie sul dorso sono formate da spuntoni di ghiaccio. Nell'anime, Sandslash appare per la prima volta nel corso dell'episodio Il segreto dei Pokémon (To Master the Onixpected). Savino possiede un esemplare del Pokémon.

### Nidoran♀
Nidoran♀ (ニドラン♀?) è un Pokémon base di tipo Veleno. Si evolve in Nidorina con l'aumento di livello. Viene definito il Pokémon Velenago. È la controparte femminile di Nidoran♂; tramite allevamento può produrre uova sia di Nidoran♀ sia di Nidoran♂. È un Pokémon docile e mansueto, ma all'occorrenza può difendersi coi suoi aculei e il suo corno che contengono una tossina velenosa. Nell'anime, Nidoran♀ appare per la prima volta nel corso dell'episodio Un'amica magnetica (Sparks Fly for Magnemite). La trama di Oh Pokémon, perché sei tu Pokémon? (Wherefore Art Thou, Pokémon?) è incentrata su una storia d'amore tra un Nidoran♀ e un Nidoran♂. Nel manga Pokémon - La grande avventura Verde possiede un esemplare di Nidoran♀.

### Nidorina
Nidorina (ニドリーナ?, Nidorīna) è un Pokémon di stadio uno di tipo Veleno. Si evolve da Nidoran♀ ed evolve a sua volta in Nidoqueen tramite l'utilizzo dello strumento Pietralunare. Viene definito il Pokémon Velenago. È mite, ma per proteggersi ricorre a graffi, morsi e agli aculei che le ricoprono il corpo. Conduce un'esistenza socievole in branco, dove si sente al sicuro e si occupa dei cuccioli. Nell'anime, Nidorina appare per la prima volta nel corso dell'episodio La gara (The Flame Pokémon-athon). La capopalestra Chiara possiede un esemplare di Nidorina. Nel manga Pokémon - La grande avventura Verde possiede un esemplare del Pokémon.

### Nidoqueen
Nidoqueen (ニドクイン?, Nidokuin) è un Pokémon di stadio due di tipo Veleno/Terra. Si evolve da Nidorina. Viene definito il Pokémon Trapano. Il suo corpo è racchiuso da una dura corazza, che la protegge dalla maggior parte degli attacchi e le conferisce una mole ragguardevole. Protegge la tana e attacca senza pietà i nemici che minacciano i suoi cuccioli. Nell'anime, Nidoqueen appare per la prima volta nel lungometraggio Pokémon il film - Mewtwo colpisce ancora in cui è uno dei Pokémon clonati da Mewtwo. Gli allenatori Danny e Gary Oak possiedono esemplari del Pokémon. Nel manga Pokémon - La grande avventura Rosso, Verde e Giovanni possiedono dei Nidoqueen.

### Nidoran♂
Nidoran♂ (ニドラン♂?) è un Pokémon base di tipo Veleno. Si evolve in Nidorino con l'aumento di livello. Viene definito il Pokémon velenago. È la controparte maschile di Nidoran♀. Fino alla quarta generazione poteva generare tramite allevamento solamente esemplari del suo stesso sesso, limitazione che è stata tolta a partire dalla quinta generazione. È un piccolo essere quadrupede con aculei velenosi su tutto il corpo e grandi orecchie con cui capta ogni rumore nei dintorni. Attacca i nemici con il corno che ha sulla fronte, iniettandoli di veleno. Nell'anime, Nidoran♂ appare per la prima volta nel corso dell'episodio Il salone di bellezza (Pokémon Fashion Flash). La trama di Oh Pokémon, perché sei tu Pokémon? (Wherefore Art Thou, Pokémon?) è incentrata su una storia d'amore tra un Nidoran♀ e un Nidoran♂.

### Nidorino
Nidorino (ニドリーノ?, Nidorīno) è un Pokémon di stadio uno di tipo Veleno. Si evolve da Nidoran♂ ed evolve a sua volta in Nidoking tramite l'utilizzo dello strumento Pietralunare. Viene definito il Pokémon Velenago. È piuttosto aggressivo, e attacca i suoi nemici infilzandoli con il duro e lungo corno che sulla fronte e infettandoli col suo veleno. Nell'anime, Nidorino appare per la prima volta ne L'inizio di una grande avventura (Pokémon, I Choose You!). Nella scena iniziale dell'episodio, che riprende l'inizio di Pokémon Rosso e Blu, si vede il Pokémon lottare contro un Gengar. Nel manga Pokémon - La grande avventura Rosso cattura un esemplare di Nidorino.

### Nidoking
Nidoking (ニドキング?, Nidokingu) è un Pokémon di stadio due di tipo Veleno/Terra. Si evolve da Nidorino. Viene definito il Pokémon Trapano. Ha un fisico possente e una pelle dura come l'acciaio. In lotta scatena tutto il suo potere distruttivo colpendo con la coda, gli arti o il corno avvelenato che ha sulla fronte. Nell'anime, Gary Oak, Paul e Giovanni possiedono esemplari del Pokémon. In Pokémon - La grande avventura Rosso cattura alcuni Nidoking all'interno della Zona Safari di Kanto.

### Clefairy
Clefairy (ピッピ?, Pippi) è un Pokémon base di tipo Folletto. Si evolve da Cleffa ed evolve a sua volta in Clefable tramite l'utilizzo dello strumento Pietralunare. Viene definito il Pokémon Fata. È basato su una fata. i Clefairy vivono in piccole comunità all'interno di tane sulle montagne, ma nelle notti di luna piena escono all'aperto per ballare in gruppo, giocare e raccogliere la luce lunare sulle loro ali. L'aspetto tenero e dolce e il comportamento mansueto li rendono molto popolari tra gli allenatori e i collezionisti, sebbene siano piuttosto rari. Nei videogiochi, lo strumento Poké Bambola (ピッピにんぎょう?, Clefairy Doll), il cui scopo è quello di mettere in fuga i Pokémon selvatici, ha l'aspetto del Pokémon. Inizialmente Clefairy avrebbe dovuto essere la mascotte del franchise insieme a Pikachu, ma venne poi oscurato dalla crescente popolarità del secondo. Nell'anime, Clefairy appare per la prima volta nel corso dell'episodio La Pietralunare (Clefairy and the Moon Stone) in cui numerosi esemplari del Pokémon si evolvono in Clefable in seguito a una pioggia di pietre evolutive su Monte Luna. È protagonista anche di Arrivano gli alieni (Clefairy Tales) e compare negli episodi Misteri del cosmo (Wish Upon a Star Shape) e in Fascino e mistero sul Monte Luna (A Real Cleffa-Hanger). La capopalestra Chiara ne possiede un esemplare. Clefairy è uno dei Pokémon di Nocciola nel manga Il magico viaggio dei Pokémon e due capitoli di Dengeki! Pikachu sono incentrati su di lui. Anche nel manga Pokémon - La grande avventura Verde possiede un esemplare del Pokémon.

### Clefable
Clefable (ピクシー?, Pikushī) è un Pokémon di stadio uno di tipo Folletto. Si evolve da Clefairy. Viene definito il Pokémon Fata. Vive in gruppo sulle montagne a causa dell'estrema timidezza e dell'udito fine che lo portano a privilegiare luoghi deserti e silenziosi. Esce solo nelle notti ben illuminate dalla luna, fluttuando a mezz'aria grazie alle sue piccole ali. Per questo risulta molto difficile da avvistare. Nell'anime, Clefable appare per la prima volta nel corso dell'episodio La Pietralunare (Clefairy and the Moon Stone) in cui numerosi esemplari di Clefairy si evolvono in seguito a una pioggia di pietre evolutive su Monte Luna. Nel manga Pokémon - La grande avventura Rosso e Verde possiedono esemplari del Pokémon.

### Vulpix
Vulpix (ロコン?, Rokon) è un Pokémon base di tipo Fuoco. Si evolve in Ninetales tramite l'utilizzo dello strumento Pietrafocaia. Viene definito il Pokémon Volpe.
È una specie esclusiva di Pokémon Blu e Verde Foglia. Il suo aspetto è basato su quello delle volpi e delle kitsune. La sua caratteristica principale è la coda, che alla nascita è unica e bianca e con la crescita si scinde poi in sei ciuffi che si tingono di rosso e si arricciano. Erutta dalla bocca sfere infuocate, che riesce a controllare e far fluttuare a mezz'aria. Nella settima generazione è stata introdotta la forma di Alola di Vulpix, di tipo Ghiaccio. Essa si evolve in Ninetales forma di Alola tramite l'utilizzo dello strumento Pietragelo. È in grado di resistere alle calde temperature di Alola vivendo sulle cime innevate e producendo cristalli di ghiaccio con la coda e spargendoli sul proprio corpo per raffreddarsi nei giorni più caldi. Nell'anime, Brock alleva per un periodo il Vulpix di Susie. Lylia possiede un Vulpix forma di Alola nato da un uovo Pokémon nell'episodio Corsa al grande evento! (Racing to a Big Event!); nell'episodio successivo Voglia di conoscerti! (Getting to Know You!) anche Manuel Oak ottiene un esemplare del Pokémon da un uovo. Vulpix è uno dei Pokémon iniziali di Pokémon Mystery Dungeon: Esploratori del cielo.

### Ninetales
Ninetales (キュウコン?, Kyūkon) è un Pokémon di stadio uno di tipo Fuoco. Si evolve da Vulpix. Viene definito il Pokémon Volpe. È basato sulle kitsune della mitologia giapponese, che infatti, alla pari di Ninetales, sono in grado di sputare fuoco, possedere un massimo di nove code e cambiare il proprio pelo in bianco o in oro. È una creatura mistica e dall'aura leggendaria, si dice infatti che viva per oltre un millennio, che sia nato dalle anime di nove santi o maghi e che le sue nove code posseggano ognuna forti poteri magici. La sua elevata intelligenza gli permette di capire il linguaggio umano, mentre coi suoi poteri psichici può ipnotizzare e controllare la mente del nemico prima di incenerirlo con le sue fiamme. Nella settima generazione è stata introdotta la forma di Alola di Ninetales, di tipo Ghiaccio/Folletto, la quale si evolve da Vulpix forma di Alola. Vive sulle cime innevate della regione, dove viene riverito come una divinità. Protegge con determinazione il suo territorio e il proprio branco. Nell'anime, Ninetales appare per la prima volta nel corso dell'episodio L'importante non è vincere (The Battling Eevee Brothers). Il capopalestra Blaine possiede un Ninetales che utilizza in L'uomo degli indovinelli (Riddle Me This). Altri episodi in cui il Pokémon ha un ruolo principale sono Il concorso di bellezza (Beauty and the Breeder) e Un'attesa infinita (Just Waiting On A Friend). La critica si è espressa a favore del suo design, definito dai più "bello", "elegante" e "maestoso".

### Jigglypuff
Jigglypuff (プリン?, Purin) è un Pokémon base di tipo Normale/Folletto. Si evolve da Igglybuff ed evolve a sua volta in Wigglytuff tramite l'utilizzo dello strumento Pietralunare. Viene definito il Pokémon Pallone. Ha l'aspetto di un pallone rosa. Se minacciato si gonfia e canta una melodia rilassante che fa addormentare istantaneamente i suoi avversari. Un esemplare di Jigglypuff appare numerose volte nel corso dell'anime. È inoltre presente in tutti i videogiochi della serie Super Smash Bros..

### Wigglytuff
Wigglytuff (プクリン?, Pukurin) è un Pokémon di stadio uno di tipo Normale/Folletto. Si evolve da Jigglypuff. Viene definito il Pokémon Pallone. Il suo corpo è un morbido pallone gommoso, che Wigglytuff può gonfiare fino a venti volte il volume originale aspirando aria. Il suo pelo è folto e soffice, per cui risulta molto piacevole da accarezzare. Nell'anime, Harley possiede un Wigglytuff. Nel lungometraggio Pokémon il film - Mewtwo colpisce ancora è uno dei Pokémon clonati da Mewtwo. Wigglytuff è inoltre a capo della gilda omonima nei videogiochi Pokémon Mystery Dungeon: Esploratori del tempo ed Esploratori dell'oscurità e Pokémon Mystery Dungeon: Esploratori del cielo.

### Zubat
Zubat (ズバット?, Zubatto) è un Pokémon base di tipo Veleno/Volante. Si evolve in Golbat con l'aumento di livello. Viene definito il Pokémon Pipistrello. È un piccolo pipistrello. Evita la luce e per questo forma vaste colonie in grotte e luoghi bui, dormendo durante il giorno e uscendo solo dopo il tramonto. Vivendo sempre al buio i suoi occhi si sono atrofizzati fino a scomparire e Zubat si affida agli ultrasuoni per individuare gli ostacoli e le prede durante il volo. Gli esemplari di sesso femminile presentano zanne di lunghezza inferiore rispetto a quelle dei maschi. È presente in tutte le regioni del mondo di Pokémon. Zubat appare la prima volta nel corso dell'episodio La Pietralunare (Clefairy and the Moon Stone) in cui Brock cattura un esemplare del Pokémon.

### Golbat
Golbat (ゴルバット?, Gorubatto) è un Pokémon di stadio uno di tipo Veleno/Volante. Si evolve da Zubat ed evolve a sua volta in Crobat tramite felicità. Viene definito il Pokémon Pipistrello. È un pipistrello attivo di notte. Si nutre di sangue umano o di altri Pokémon, attaccando le sue prede di soppiatto e mordendole con i suoi canini acuminati. Quando esagera e succhia troppo sangue, diventa così pesante da non riuscire più a volare o solo goffamente. Gli esemplari di sesso femminile presentano zanne di lunghezza inferiore rispetto a quelle dei maschi. Nell'anime, possiedono esemplari di Golbat Brock, Koga e Agatha, oltre che da alcuni membri del Team Rocket e del Team Galassia.

### Oddish
Oddish (ナゾノクサ?, Nazonokusa) è un Pokémon base di tipo Erba. Si evolve in Gloom con l'aumento di livello. Viene definito il Pokémon Malerba. È una specie esclusiva di Pokémon Rosso e Rosso Fuoco. Ha abitudini notturne, risultando attivo durante le ore di luce lunare, che assorbe anche per crescere. Di notte percorre brevi distanze spargendo i suoi semi. Durante il giorno rimane invece sotterrato, assorbendo sostanze nutritive dal suolo tramite le zampe. La lucidezza delle sue foglie è indice di una buona fertilità del terreno. Mentre è sotterrato, dal suolo sporgono solo le sue foglie: in tale situazione, viene frequentemente confuso con una pianta infestante, e reagisce emettendo un atroce stridio se si prova a estirparlo. Nell'anime, Oddish appare per la prima volta nel corso dell'episodio Un'oasi felice (Bulbasaur and the Hidden Village) in cui Misty tenta di catturarne un esemplare, ma il Pokémon viene difeso da un Bulbasaur.

### Gloom
Gloom (クサイハナ?, Kusaihana) è un Pokémon di stadio uno di tipo Erba/Veleno. È una specie esclusiva di Pokémon Rosso e Rosso Fuoco. Si evolve da Oddish, ed evolve a sua volta in Vileplume tramite l'utilizzo dello strumento Pietrafoglia o in Bellossom usando la Pietrasolare. Viene definito il Pokémon Malerba. È una pianta che per attirare le sue prede produce dolci nettari e pollini dalla bocca e dai pistilli sulla testa. Questi prodotti secernono tuttavia un odore insopportabile per la maggior parte delle persone e dei Pokémon, percepibile fino a due chilometri di distanza. Gli esemplari di sesso femminile presentano un solo punto su ogni gemma. Nell'anime, Gloom appare per la prima volta nel corso dell'episodio La città dei profumi (Pokémon Scent-sation) in cui la capopalestra Erika lo utilizza contro Ash.

### Vileplume
Vileplume (ラフレシア?, Rafureshia) è un Pokémon di stadio due di tipo Erba/Veleno. Si evolve da Gloom. Viene definito il Pokémon Fiore. È una specie esclusiva di Pokémon Rosso e Rosso Fuoco. Ha l'aspetto di un fiore ed è basato sulle piante del genere Rafflesia, in particolare sulla Rafflesia arnoldii. Come la sua controparte reale ha i petali più grandi e pesanti del mondo. Produce un polline tossico che causa paralisi, irritazioni e allergie e che sparge copiosamente lungo il suo cammino. Coi petali colorati attira le sue prede, per poi immobilizzarli col suo polline e divorarli. Gli esemplari di sesso femminile presentano meno punti nel loro fiore, ma di dimensione maggiore rispetto a quelli dei maschi. Nell'anime, Vileplume appare per la prima volta nel corso dell'episodio La città dei profumi (Pokémon Scent-sation) in cui è uno dei Pokémon presenti nella palestra di Azzurropoli. Anche Jessiebelle possiede un Vileplume. Nel manga Pokémon - La grande avventura Erika schiera un esemplare del Pokémon.

### Paras
Paras (パラス?, Parasu) è un Pokémon base di tipo Coleottero/Erba. Si evolve in Parasect con l'aumento di livello. Viene definito il Pokémon Fungo. Vive in tane sotterranee dove si nutre di radici. Sulla schiena gli spuntano dei funghi parassiti, che crescono traendo il nutrimento dal Paras ospite e che sono ricercati come elisir di lunga vita. Nell'anime, Paras appare per la prima volta nel corso dell'episodio La Pietralunare (Clefairy and the Moon Stone) in cui sono presenti alcuni esemplari intenti a rimuovere i funghi dalle loro schiene. In Un Pokémon pauroso (The Problem with Paras) il Paras di un'allenatrice si evolve in Parasect.

### Parasect
Parasect (パラセクト?, Parasekuto) è un Pokémon di stadio uno di tipo Coleottero/Erba. Si evolve da Paras. Viene definito il Pokémon Fungo. Il suo corpo è formato da un insetto ospite e da un gigantesco fungo parassita che lo sovrasta. Il fungo assorbe il nutrimento dall'insetto e ne controlla i movimenti, diffondendo spore tossiche al suo passaggio. Vive in ambienti umidi, dove infesta i tronchi e le radici degli alberi. Nell'anime, Parasect appare per la prima volta nel corso dell'episodio Un Pokémon pauroso (The Problem with Paras) in cui un Paras si evolve dopo aver sconfitto il Charmeleon di Ash. In Piccoli invasori (Gulpin it Down!) l'agente Jenny utilizza un Parasect. Nel manga Pokémon - La grande avventura Cristallo possiede un esemplare del Pokémon.

### Venonat
Venonat (コンパン?, Konpan) è un Pokémon base di tipo Coleottero/Veleno. Si evolve in Venomoth con l'aumento di livello. Viene definito il Pokémon Insetto. È un piccolo insetto ricoperto da una pelliccia viola velenosa. Dispone di due grandi occhi composti che fungono da radar e che gli permettono di vedere anche al buio, così è in grado di cacciare piccoli insetti che di notte vengono attirati da fonti di luce. Nell'anime, Venonat appare per la prima volta nel corso dell'episodio Il salone di bellezza (Pokémon Fashion Flash). Il capopalestra Koga possiede un Venonat che si evolve in Venomoth nella lotta contro Ash in La villa dei ninja (The Ninja Poké-Showdown). Anche Tracey Sketchit possiede un esemplare del Pokémon.

### Venomoth
Venomoth (モルフォン?, Morufon) è un Pokémon di stadio uno di tipo Coleottero/Veleno. Si evolve da Venonat. Viene definito il Pokémon Velentarma. È basato su una tarma. Ha abitudini notturne, quando si alza in volo a caccia di piccoli insetti attirati dalla luce. Le sue ali sono ricoperte di polvere tossica, che Venomoth sparge tutt'intorno a se; in base al colore le spore possono risultare velenose o paralizzanti. Nell'anime, Venomoth appare per la prima volta nel corso dell'episodio La villa dei ninja (The Ninja Poké-Showdown) in cui il Venonat del capopalestra Koga si evolve. Nel manga Pokémon - La grande avventura Blu possiede un esemplare di Venomoth.

### Diglett
Diglett (ディグダ?, Diguda) è un Pokémon base di tipo Terra. Si evolve in Dugtrio con l'aumento di livello. Viene definito il Pokémon Talpa. È una talpa che vive nel sottosuolo, scavando lunghe gallerie. Non ama la luce, quindi esce solo di notte. Si nutre prevalentemente di radici: gli agricoltori dunque lo considerano nocivo per le loro piante, ma anche utile in quanto con le sue fosse lascia i campi arati per la semina e li fertilizza con le sue feci ricche di nutrienti. Nella regione di Kanto è presente una grotta scavata interamente da Pokémon di questa specie chiamata Grotta Diglett. Nella settima generazione è stata introdotta la forma di Alola di Diglett, di tipo Terra/Acciaio. Questa variante ha un ciuffo di fili metallici sul capo che fungono da ricettori e da sistema di comunicazione. Nell'anime, Diglett appare per la prima volta nel corso dell'episodio La diga (Dig Those Diglett). Ne L'isola abbandonata (The Underground Round Up) numerosi esemplari del Pokémon liberano una città dagli Electrode. Nell'episodio Tutti insieme appassionatamente! (Gettin the Band Back Together) appare per la prima volta la forma di Alola del Pokémon.

### Dugtrio
Dugtrio (ダグトリオ?, Dagutorio) è un Pokémon di stadio uno di tipo Terra. Si evolve da Diglett. Viene definito il Pokémon Talpa. Si tratta di un'unica mente pensante composta da tre Diglett. Le tre teste collaborano alternandosi per scavare instancabilmente; la forza e la velocità che esercitano è tale da provocare dei terremoti e da permettere loro di raggiungere profondità di oltre cento chilometri nel sottosuolo. Nella settima generazione è stata introdotta la forma di Alola di Dugtrio, di tipo Terra/Acciaio. Sono venerati e rispettati dagli abitanti della regione come incarnazioni delle divinità della terra e per essere i primi a reagire e a metterli in allarme in caso di eruzione vulcanica imminente. Nell'anime, Dugtrio appare per la prima volta nel corso dell'episodio La diga (Dig Those Diglett). Ne L'isola abbandonata (The Underground Round Up) il Pokémon contribuisce insieme ai Diglett alla cacciata degli Electrode. Nell'episodio Tutti insieme appassionatamente! (Gettin the Band Back Together) appare per la prima volta la forma di Alola del Pokémon.

### Meowth
Meowth (ニャース?, Nyāsu) è un Pokémon base di tipo Normale. Si evolve in Persian con l'aumento di livello. Viene definito il Pokémon Graffimiao. È una specie esclusiva di Pokémon Blu. È basato su un gatto, infatti di giorno dorme per poi diventare attivo di notte. Si aggira furtivo in cerca di oggetti rotondi e lucenti, come le monete, da cui si sente irresistibilmente attratto. Nella settima generazione è stata introdotta la forma di Alola di Meowth, di tipo Buio. Questa si evolve in Persian forma di Alola tramite felicità. Nell'ottava generazione è stata introdotta la forma di Galar di Meowth, di tipo Acciaio. Questa si evolve in Perrserker con l'aumento di livello. Nell'anime, un Meowth bipede e parlante fa parte del Team Rocket e accompagna costantemente Jessie e James. Compare anche in alcuni titoli della serie di videogiochi Super Smash Bros.

### Persian
Persian (ペルシアン?, Perushian) è un Pokémon di stadio uno di tipo Normale. Si evolve da Meowth. Viene definito il Pokémon Nobilgatto. È una specie esclusiva di Pokémon Blu. Appare come un gatto dal portamento regale ed elegante; tuttavia ha una natura feroce e irascibile, e per questo risulta pericoloso e difficile da allenare. È dotato di una gemma sulla fronte, di due paia di baffi e di artigli affilati. Nella settima generazione è stata introdotta la forma di Alola di Persian, di tipo Buio. Il suo muso paffuto è considerato un indice della ricchezza della regione. Questa variante è ancora più arrogante, vanitosa e raffinata, ma in combattimento si rivela crudele e scorretta. Nell'anime, Giovanni possiede un Persian che appare per la prima volta nel corso dell'episodio Un'insolita crociera (Battle Aboard the St. Anne). Un esemplare di Persian forma di Alola appare nell'episodio Ecco perché Litten fa il birbante! (That's Why Litten is a Scamp!). In Pokémon: Le origini Rosso utilizza un esemplare di Persian.

### Psyduck
Psyduck (コダック?, Kodakku) è un Pokémon base di tipo Acqua. Si evolve in Golduck con l'aumento di livello. Viene definito il Pokémon Papero. Ha l'aspetto di un papero giallo. Se sforza il cervello inizia a soffrire di forti emicranie; quando queste si fanno intense gli conferiscono poteri psichici misteriosi, di cui però si scorda subito dopo averli usati. Per questo cerca di sforzare la mente il meno possibile e ha sempre un'aura vacua e stralunata. Nell'anime, Psyduck appare per la prima volta nel corso dell'episodio Un mistero da svelare (Hypno's Naptime) in cui Misty cattura accidentalmente un esemplare del Pokémon che ha la caratteristica di essere cronicamente confuso e con il vizio di uscire dalla sua Poké Ball. Psyduck è uno dei sedici Pokémon iniziali di Pokémon Mystery Dungeon: Squadra rossa e Squadra blu.

### Golduck
Golduck (ゴルダック?, Gorudakku) è un Pokémon di stadio uno di tipo Acqua. Si evolve da Psyduck. Viene definito il Pokémon Papero. Per via del suo aspetto viene spesso confuso con la figura mitologica giapponese del kappa. Ha un corpo snello e lunghi arti palmati, che gli consentono di nuotare molto velocemente. Il suo habitat preferito sono laghi e specchi d'acqua, ma si trova a suo agio anche nelle agitate acque marine. Sulla fronte ha una gemma rossa, che, quando si fa incandescente e brillante, gli permette di utilizzare dei poteri psicocinetici. Nell'anime, Golduck appare per la prima volta nel lungometraggio Pokémon il film - Mewtwo colpisce ancora in cui è uno dei Pokémon clonati da Mewtwo. Nell'episodio Incontro tra Pokémon d'acqua (Bye Bye Psyduck) Misty crede che il suo Psyduck si sia evoluto, ma in realtà il Golduck che utilizza durante una battaglia è un Pokémon selvatico che adora farsi bello agli occhi delle allenatrici. Schiera un esemplare del Pokémon anche Savino. Nel manga Pokémon - La grande avventura Blu possiede un Golduck.

### Mankey
Mankey (マンキー?, Mankī) è un Pokémon base di tipo Lotta. Si evolve in Primeape con l'aumento di livello. Viene definito il Pokémon Suinpanzé. È una specie esclusiva di Pokémon Rosso. Il suo aspetto ricorda quello di un suino e di uno scimpanzé e infatti è molto agile e vive in branco sui rami degli alberi. Si arrabbia e va su tutte le furie anche per un nonnulla, dopodiché impiega molto tempo per calmarsi. Nell'anime, Mankey appare per la prima volta nel corso dell'episodio Una nuova conquista (Primeape Goes Bananas) in cui un esemplare del Pokémon ruba il cappello di Ash. Mankey successivamente si evolve e l'allenatore lo cattura.

### Primeape
Primeape (オコリザル?, Okorizaru) è un Pokémon di stadio uno di tipo Lotta. Si evolve da Mankey. Viene definito il Pokémon Suinpanzé. È una specie esclusiva di Pokémon Rosso. È perennemente infuriato e pieno d'ira. Per questo si scaglia senza preavviso contro prede, nemici e in generale contro chiunque gli si pari davanti, perdendo lucidità e capacità di discernimento. In Pokémon Scarlatto e Violetto ha ricevuto un'evoluzione: Annihilape. Nell'anime, Ash cattura e schiera per un periodo un esemplare del Pokémon, che poi dona a un allenatore ne Il torneo (The Punchy Pokémon). Anche Butch del Team Rocket possiede un esemplare del Pokémon che utilizza nel corso dell'episodio Il libro (The Fortune Hunters).

### Growlithe
Growlithe (ガーディ?, Gādi) è un Pokémon base di tipo Fuoco. Si evolve in Arcanine tramite l'utilizzo dello strumento Pietrafocaia. Viene definito il Pokémon Cagnolino. È una specie esclusiva di Pokémon Rosso e Rosso Fuoco. Si presenta come un cagnolino molto fedele e leale verso il suo allenatore. In genere è amichevole verso umani e Pokémon, ma se avverte una minaccia al suo territorio o ai suoi cari abbaia fieramente e attacca anche nemici più grandi di lui. Ha un senso dell'olfatto molto sviluppato, con cui capta anche le emozioni di coloro che lo circondano. Nell'anime, Growlithe appare per la prima volta nel corso dell'episodio Un'amica magnetica (Sparks Fly for Magnemite). James del Team Rocket ha avuto come primo Pokémon un Growlithe, presente nell'episodio Matrimonio in vista (Holy Matrimony!). Il Pokémon è molto usato dall'agente Jenny.

### Arcanine
Arcanine (ウインディ?, Uindi) è un Pokémon di stadio uno di tipo Fuoco. Si evolve da Growlithe. Viene definito il Pokémon Leggenda. È una specie esclusiva di Pokémon Rosso e Rosso Fuoco. Nella descrizione del Pokédex si afferma che per via del suo aspetto imponente e maestoso, che ha affascinato l'immaginario di moltissime persone, il Pokémon compare in svariate leggende antiche dell'est asiatico. Dentro al suo corpo brucia un fuoco indomabile, che gli dà forza e lo fa correre a velocità inaudite. Nell'anime, Arcanine appare per la prima volta in un bassorilievo presente nell'episodio Emergenza! (Pokémon Emergency!), raffigurante lui, Articuno, Zapdos e Moltres. Gary Oak possiede un esemplare del Pokémon, che schiera contro Giovanni ne L'ottava medaglia (The Battle of the Badge) e nel film Pokémon il film - Mewtwo colpisce ancora. Nel corso di A caccia di Arcanine (On Cloud Arcanine) Drew e Vera tentano di catturare un esemplare del Pokémon. L'Asso Tolomeo in Ash a lezione di strategia (Tactics Theatrics!) utilizza un Arcanine. Arcanine è considerato uno dei Pokémon non leggendari più forti e amati dai fan.

### Poliwag
Poliwag (ニョロモ?, Nyoromo) è un Pokémon base di tipo Acqua. Si evolve in Poliwhirl con l'aumento di livello. Viene definito il Pokémon Girino. È basato su un girino. Le sue corte zampe ancora sottosviluppate e non gli permettono di muoversi agilmente, per questo preferisce passare il tempo nuotando in acqua grazie alla sua coda. La sua pelle è liscia, umida e molto sottile, tanto che attraverso di essa si intravede l'intestino spiraliforme del Pokémon. Nell'anime, Poliwag appare per la prima volta nell'episodio Una nuova conquista (Primeape Goes Bananas). Misty ne cattura un esemplare ne L'alga curativa (The Stun Spore Detour). Nel manga Pokémon - La grande avventura Oro possiede un Poliwag.

### Poliwhirl
Poliwhirl (ニョロゾ?, Nyorozo) è un Pokémon di stadio uno di tipo Acqua. Si evolve da Poliwag, ed evolve a sua volta in Poliwrath tramite l'utilizzo dello strumento Pietraidrica o in Politoed tramite scambio tenendo lo strumento Roccia di Re. Viene definito il Pokémon Girino. Può vivere anche sulla terraferma, ma deve stare attento a non far seccare la pelle secernendo un liquido viscoso su tutto il corpo. Nell'acqua si sente comunque più al sicuro e trova più facilmente del cibo. In combattimento ipnotizza i propri nemici facendo ruotare la spirale che ha sul ventre. Nell'anime, Poliwhirl appare per la prima volta nel corso dell'episodio Arrivederci Brock (Poké Ball Peril). Misty ne possiede un esemplare, evoluzione del suo Poliwag. Nel manga Pokémon - La grande avventura sia Rosso sia Oro possiedono un Poliwhirl. È uno dei Pokémon più sfruttati nel merchandising e per rappresentare la serie, apparendo sulla copertina del Time del 22 novembre 1999 e nel logo del Pokémon Center di Tokyo dal 1998 al 2007.

### Poliwrath
Poliwrath (ニョロボン?, Nyorobon) è un Pokémon di stadio due di tipo Acqua/Lotta. Si evolve da Poliwhirl. Viene definito il Pokémon Girino. È molto forte e muscoloso. Sebbene sia un provetto nuotatore e campione in tutti gli stili di nuoto, preferisce vivere sulla terraferma. Nell'anime, Poliwrath appare per la prima volta nel corso dell'episodio Il torneo (The Punchy Pokémon), in cui combatte contro un Machoke. In Un nuovo sfidante (Charizard Chills) il Charizard di Ash viene prima sconfitto da un Poliwrath, ma al termine dell'episodio riesce a vincere un secondo incontro con il Pokémon. È uno dei Pokémon del capopalestra Furio. Nel manga Pokémon - La grande avventura Rosso possiede un esemplare del Pokémon.

### Abra
Abra (ケーシィ?, Kēsyi) è un Pokémon base di tipo Psico. Si evolve in Kadabra con l'aumento di livello. Viene definito il Pokémon Psico. Dispone di vasti poteri psichici, come la lettura del pensiero, la telepatia e la percezione extrasensoriale, ma gli richiedono talmente tante energie che ha bisogno di dormire diciotto ore al giorno. Anche quando è addormentato, però, i suoi poteri sono sempre all'erta, in questo modo è in grado di teletrasportarsi al sicuro in caso di pericolo. Nell'anime, Abra è uno dei Pokémon schierati dalla capopalestra Sabrina e dell'Asso Fortunata. Nel manga Pokémon - La grande avventura Verde possiede un esemplare del Pokémon.

### Kadabra
Kadabra (ユンゲラー?, Yungerā) è un Pokémon di stadio uno di tipo Psico. Si evolve da Abra ed evolve a sua volta in Alakazam tramite scambio. Viene definito il Pokémon Psico. Possiede forti poteri psichici, che emette tramite onde alfa da tutto il corpo. Quando si sente in pericolo o si concentra fissando un cucchiaio d'argento i poteri risultano amplificati. Le onde che emette sono così forti da causare mal di testa nelle creature vicine e malfunzionamenti negli strumenti elettronici e meccanici. Una teoria afferma che si sia originato da un bambino dotato di poteri extrasensoriali sottoposto a un esperimento. Gli esemplari di sesso femminile presentano baffi più corti rispetto a quelli dei maschi. Nell'anime. Kadabra appare per la prima volta nel corso dell'episodio Sabrina (Abra and the Psychic Showdown) in cui l'Abra della capopalestra Sabrina si evolve durante uno scontro con Ash. Sconfitto dal Pokémon Psico, l'allenatore cattura un Haunter nella puntata seguente e in Haunter contro Kadabra (Haunter Versus Kadabra) riesce a ottenere la medaglia palude. Kadabra ha generato delle controversie per via del suo aspetto e dei simboli sul suo corpo, avvertiti da alcuni come anti-cristiani, richiamanti le Waffen-SS naziste o un'appropriazione indebita dell'identità dell'illusionista israeliano Uri Geller.

### Alakazam
Alakazam (フーディン?, Fūdin) è un Pokémon di stadio due di tipo Psico. Si evolve da Kadabra. Viene definito il Pokémon Psico. Le sue cellule cerebrali si moltiplicano continuamente, rendendo il suo cervello più performante di un supercomputer e consentendogli di ricordarsi di ogni evento a cui ha assistito fin dalla nascita. Il suo corpo invece è piuttosto debole, per questo deve sostenerlo coi suoi poteri psichici e non predilige gli attacchi fisici. Tiene sempre in mano due cucchiai d'argento, che lo aiutano a concentrarsi e a cui è molto legato. Gli esemplari di sesso femminile presentano baffi più corti rispetto a quelli dei maschi. In Pokémon X e Y ottiene una megaevoluzione denominata MegaAlakazam, a cui spunta la barba e una gemma sulla fronte, e che utilizza cinque cucchiai e possiede poteri mentali ancora più marcati. Nell'anime, Alakazam appare per la prima volta nel corso dell'episodio Un mistero dopo l'altro (The Ancient Puzzle of Pokémopolis) in cui una versione gigante del Pokémon combatte contro un Gengar delle stesse dimensioni. Personaggi che utilizzano esemplari di Alakazam sono Luana, Eugenius, Enrico Vinci e Kenny. Nel manga Pokémon - La grande avventura Sabrina, Blu e Argento possiedono un Alakazam. In Pokémon Zensho Satoshi possiede un esemplare di Alakazam.

### Machop
Machop (ワンリキー?, Wanrikī) è un Pokémon base di tipo Lotta. Si evolve in Machoke con l'aumento di livello. Viene definito il Pokémon Megaforza. Vive in montagna, dove si allena instancabilmente per ottenere un corpo muscoloso e per padroneggiare ogni tipo di arte marziale. Per questo il suo corpo minuto nasconde in realtà una forza sorprendente. Nell'anime, Machop appare per la prima volta nel corso dell'episodio Il torneo (The Punchy Pokémon). Il capopalestra Rudi possiede un Machop che utilizza contro Ash in Sull'onda dell'entusiasmo (Brave the Wave) e Attenti al geyser! (Just One of the Geysers).

### Machoke
Machoke (ゴーリキー?, Gōrikī) è un Pokémon di stadio uno di tipo Lotta. Si evolve da Machop ed evolve a sua volta in Machamp tramite scambio. Viene definito il Pokémon Megaforza. È dotato di un fisico eccezionale, che si fa sempre più muscoloso dopo ogni lotta o allenamento. Per questo si dimostra sempre gentile e ben disposto quando può aiutare qualcuno a trasportare carichi pesanti. Per contenere la sua forza traboccante indossa una cintura costrittiva, che rimuove solo per lottare contro avversari degni. Nell'anime, Machoke appare per la prima volta nel corso dell'episodio Il torneo (The Punchy Pokémon). È uno dei Pokémon di Furio, Danny e Marzia.

### Machamp
Machamp (カイリキー?, Kairikī) è un Pokémon di stadio due di tipo Lotta. Si evolve da Machoke. Viene definito il Pokémon Megaforza. Ha una forma Gigamax . Ha quattro braccia che impiega abilmente per scagliare pugni a velocità impressionante o per lanciare i propri nemici oltre l'orizzonte. A causa della sua potenza traboccante non è in grado di eseguire lavori delicati e di precisione. In Pokémon Sole e Luna un esemplare del Pokémon chiamato Spinta Machamp è utilizzabile per il Poképassaggio. Nell'anime, Machamp appare per la prima volta nel corso dell'episodio L'ottava medaglia (The Battle of the Badge) in cui il Team Rocket utilizza il Pokémon del capopalestra Giovanni contro Ash. L'Asso Savino possiede un esemplare di Machamp, visibile nell'episodio Articuno, il Pokémon leggendario (Numero Uno Articuno). Nel manga Pokémon - La grande avventura Blu possiede un Machamp.

### Bellsprout
Bellsprout (マダツボミ?, Madatsubomi) è un Pokémon base di tipo Erba/Veleno. Si evolve in Weepinbell con l'aumento di livello. Viene definito il Pokémon Fiore. È una specie esclusiva di Pokémon Blu e Verde Foglia. Ha l'aspetto di un fiore carnivoro, che caccia e si nutre di insetti grazie alle liane che compongono il suo corpo e al fluido corrosivo che produce dalla bocca. Il suo corpo esile e sinuoso gli consente di evitare gli attacchi, mentre con le zampe assorbe liquidi dal terreno a mo' di radici. Nella regione di Johto è presente una torre dedicata al Pokémon chiamata Torre Sprout. Nell'anime, Bellsprout appare per la prima volta nel corso dell'episodio Una nuova vittoria (The Fourth Round Rumble). In La torre (A Bout With Sprout) un allenatore tenta di catturare il Pikachu di Ash all'interno della Torre Sprout, ma ottiene invece un Bellsprout. Nel manga Pokémon - La grande avventura la capopalestra Erika possiede un esemplare del Pokémon.

### Weepinbell
Weepinbell (ウツドン?, Utsudon) è un Pokémon di stadio uno di tipo Erba/Veleno. Si evolve da Bellsprout ed evolve a sua volta in Victreebel tramite l'utilizzo dello strumento Pietrafoglia. Viene definito il Pokémon Moschivoro. È una specie esclusiva di Pokémon Blu e Verde Foglia. Ha la forma di una pianta carnivora, che di notte si appende ai rami degli alberi grazie all'uncino che gli spunta dietro la testa. Preda insetti grazie alle foglie che scaglia come lame o divorandoli interi, poi li discoglie con l'acido corrosivo al suo interno. Nell'anime, Weepinbell appare per la prima volta nel corso dell'episodio La scuola per allenatori (The School of Hard Knocks). La capopalestra Erika utilizza un Weepinbell ne La città dei profumi (Pokémon Scent-sation). James del Team Rocket possiede due esemplari del Pokémon, entrambi evoluti in Victreebel rispettivamente negli episodi L'inganno (The Breeding Center Secret) e Un Pokémon da catturare (Here's Lookin' at You, Elekid!).

### Victreebel
Victreebel (ウツボット?, Utsubotto) è un Pokémon di stadio due di tipo Erba/Veleno. Si evolve da Weepinbell. Viene definito il Pokémon Moschivoro. È una specie esclusiva di Pokémon Blu e Verde Foglia. Vive nelle foreste tropicali. Produce un dolce aroma che è in realtà un potente acido; quando le prede si avvicinano attirate dall'odore o incuriosite dalla sua liana che muove come un'esca, le ingoia intere per poi digerirle lentamente. Nell'anime, James del Team Rocket possiede due esemplari di Victreebel che hanno l'abitudine di mordere la testa del loro allenatore. In Pokémon: Le origini Rosso schiera un Victreebel contro Giovanni. Nel manga Pokémon - La grande avventura Rosso ne possiede un esemplare.

### Tentacool
Tentacool (メノクラゲ?, Menokurage) è un Pokémon base di tipo Acqua/Veleno. Si evolve in Tentacruel con l'aumento di livello. Viene definito il Pokémon Medusa. È una medusa il cui corpo è composto quasi interamente di acqua. Si fa trasportare dalle correnti in acque poco profonde; a volte finisce spiaggiato e disidratato, ma se lo si rimette in acqua riacquista subito vitalità. Attacca le prede e i nemici pungendoli coi lunghi tentacoli velenosi o lanciando raggi energetici dai globi rossi che ha sul capo. Nell'anime, Tentacool appare per la prima volta nel corso dell'episodio Le creature marine (Tentacool and Tentacruel). Vera ha la fobia dei Tentacool a causa di una esperienza traumatica vissuta da piccola.

### Tentacruel
Tentacruel (ドククラゲ?, Dokukurage) è un Pokémon di stadio uno di tipo Acqua/Veleno. Si evolve da Tentacool. Viene definito il Pokémon Medusa. È dotato di ottanta tentacoli, che può estendere all'occorrenza per intrappolare le prede e avvelenarle. Dalle sfere rosse che ha sulla testa è in grado di lanciare potenti ultrasuoni e segnali luminosi, che usa in combattimento o per comunicare coi suoi simili. Nell'anime, Tentacruel appare per la prima volta nel corso dell'episodio Le creature marine (Tentacool & Tentacruel), in cui un enorme esemplare del Pokémon prende il controllo di Meowth del Team Rocket e tramite quest'ultimo comunica con gli umani. Cassidy possiede un Tentacruel. Anche il capopalestra Rodolfo ha numerosi Tentacruel che si vedono nell'episodio Capopalestra e gentiluomo (The Great Eight Fate!).

### Geodude
Geodude (イシツブテ?, Ishitsubute) è un Pokémon base di tipo Roccia/Terra. Si evolve in Graveler con l'aumento di livello. Viene definito il Pokémon Roccia. Ha un corpo duro e tondo, che lo rende quasi indistinguibile da una roccia. Gli esemplari più vecchi appaiono più smussati e calmi. Si arrampica su sentieri di montagna usando la sola forza delle braccia, la mattina invece rotola a valle in cerca di cibo. Nella settima generazione è stata introdotta la forma di Alola di Geodude, di tipo Roccia/Elettro. In questa forma il suo corpo è formato da rocce magnetiche, che causano scariche elettriche al contatto. Nell'anime, Geodude appare per la prima volta nel corso dell'episodio La grande sfida (Showdown in Pewter City), in cui Brock schiera il suo Pokémon contro Ash. In seguito l'allenatore dona il Geodude al fratello Forrest nello speciale di Pokémon Chronicles La famiglia di Brock (A Family That Battles Together, Stays Together!). Altri allenatori che utilizzano Geodude sono Danny, Petra e Pedro.

### Graveler
Graveler (ゴローン?, Gorōn) è un Pokémon di stadio uno di tipo Roccia/Terra. Si evolve da Geodude ed evolve a sua volta in Golem tramite scambio. Viene definito il Pokémon Roccia. Ha un robusto corpo di pietra con due gambe e quattro arti superiori, che mantiene nutrendosi di rocce. È piuttosto lento nel camminare e per questo preferisce rotolare velocemente per sentieri di montagna. Quando prende velocità abbatte incurante alberi e massi, e risulta impossibile da fermare. Nella settima generazione è stata introdotta la forma di Alola di Graveler, di tipo Roccia/Elettro. Il suo corpo è colmo di elettricità statica per via delle pietre e dei minerali che mangia. Nell'anime, Graveler appare per la prima volta nel corso dell'episodio La scuola per allenatori (The School of Hard Knocks). Nel manga Pokémon - La grande avventura il capopalestra Brock possiede un Graveler, in seguito consegnato a Giallo. Anche Petra possiede un esemplare del Pokémon.

### Golem
Golem (ゴローニャ?, Gorōnya) è un Pokémon di stadio due di tipo Roccia/Terra. Si evolve da Graveler. Viene definito il Pokémon megatone. Il suo corpo è talmente duro e corazzato da resistere alle esplosioni, sia quelle esterne sia quelle che crea lui stesso per scagliarsi lontano. Per crescere, ogni anno muta il guscio; quello nuovo inizialmente è bianco e tenero e si indurisce rapidamente all'aria, quello vecchio si sgretola e va ad arricchire il terreno di nutrienti. Nella settima generazione è stata introdotta la forma di Alola di Golem, di tipo Roccia/Elettro. Questi esemplari sfruttano la loro elettricità per caricare staticamente rocce vicine e scagliarle contro i nemici. Nell'anime, Golem appare per la prima volta nel corso dell'episodio Avventura su due ruote (The Bridge Bike Gang). Ne possiedono degli esemplari Giovanni, Gary Oak e Terrie. Nel manga Pokémon - La grande avventura sia Giallo sia Savino possiedono un Golem.

### Ponyta
Ponyta (ポニータ?, Ponīta) è un Pokémon base di tipo Fuoco. Si evolve in Rapidash con l'aumento di livello. Viene definito il Pokémon Cavalfuoco. Appare come un cavallo di fuoco, con una criniera e una coda fluente che gli crescono dopo la nascita. Appena nato è debole e insicuro sulle zampe, ma a forza di inseguire i genitori e di saltare tra l'erba alta diventa forte, veloce e resistente. I suoi zoccoli sono più duri del diamante. Nell'anime, Ponyta appare per la prima volta nel corso dell'episodio La gara (The Flame Pokémon-athon), in cui il Pokémon cavalcato da Ash si evolve in Rapidash. In Incontro con Babbo Natale (Holiday Hi-Jynx) Babbo Natale utilizza un Ponyta come traino per la sua slitta. Nel manga Pokémon - La grande avventura Platino possiede un esemplare di Ponyta.

### Rapidash
Rapidash (ギャロップ?, Gyaroppu) è un Pokémon di stadio uno di tipo Fuoco. Si evolve da Ponyta. Viene definito il Pokémon Cavalfuoco. Galoppa rapido attraverso prati e campagne, rincorrendo tutto quello che si muove nel desiderio di superarlo. Quando la sua criniera arde al massimo dell'intensità raggiunge le accelerazioni e le velocità più elevate. Nell'anime, Rapidash appare per la prima volta nel corso dell'episodio La gara (The Flame Pokémon-athon) in cui Ash cavalca un esemplare di Ponyta che si evolve durante una gara. In Pokémon: Le origini Rosso utilizza un Rapidash durante la cattura di Articuno. Nel manga Pokémon - La grande avventura Platino possiede un esemplare di Rapidash.

### Slowpoke

Nell'anime Slowpoke si evolve con il contributo di uno Shellder.

Slowpoke (ヤドン?, Yadon) è un Pokémon base di tipo Acqua/Psico. Si evolve in Slowbro con l'aumento di livello o in Slowking tramite scambio tenendo lo strumento Roccia di Re. Viene definito il Pokémon Ronfone. È lento e distratto, preferendo passare il tempo a oziare e dormire. Ha l'abitudine di immergere la coda negli specchi d'acqua per pescare le sue prede, ma spesso si dimentica di quello che stava facendo e non si accorge neppure se la coda gli viene staccata. Questa gli ricresce poi nel giro di poco tempo. Nella regione di Johto è presente una grotta chiamata Pozzo Slowpoke, e il Team Rocket ne prende possesso avviando una vendita illegale di code di Slowpoke. Nell'anime Slowpoke si evolve se viene morso sulla coda o in testa da uno Shellder restandovi attaccato, come succede a un esemplare quando la sua coda viene morsa dallo Shellder di Jessie nell'episodio Una grande scoperta (The Evolution Solution). Nel manga Dengeki! Pikachu Satoshi cattura un esemplare gigante di Slowpoke.

### Slowbro
Slowbro (ヤドラン?, Yadoran) è un Pokémon di stadio uno di tipo Acqua/Psico. Si evolve da Slowpoke. Viene definito il Pokémon Paguro. È basato su un paguro. Uno Shellder gli ha morso la coda causandone l'evoluzione; da allora i due hanno un rapporto simbiotico, con Shellder che si nutre dei fluidi dolci che la coda di Slowbro secerne e dei suoi avanzi. Se il Pokémon perde la coda torna a essere uno Slowpoke. In Rubino Omega e Zaffiro Alpha ottiene una megaevoluzione denominata MegaSlowbro. In questa forma Shellder assorbe la maggior parte dell'energia evolutiva, inghiottendo Slowpoke e diventando una corazza impenetrabile. Nell'anime, Slowbro appare per la prima volta nel corso dell'episodio L'isola dei Pokémon giganti (Island of the Giant Pokémon). La Superquattro Prima utilizza un esemplare del Pokémon nell'episodio Lezioni di vita (The Mandarin Island Miss Match). Anche Solidad possiede uno Slowbro.

### Magnemite
Magnemite (コイル?, Koiru) è un Pokémon base di tipo Elettro/Acciaio. Si evolve in Magneton con l'aumento di livello. Viene definito il Pokémon Calamita. È una specie asessuata. Il suo corpo è formato da calamite e magneti. Dalle due estremità laterali produce onde elettromagnetiche, che contrastano la forza di gravità e gli permettono di levitare a mezz'aria, e attacchi elettrici. Se esaurisce la carica è incapacitato, per questo prende di mira centrali elettriche, cavi dell'alta tensione e prese elettriche domestiche per assorbirne l'energia. Nell'anime, Magnemite appare per la prima volta nel corso dell'episodio Un'amica magnetica (Sparks Fly for Magnemite) in cui alcuni esemplari aiutano Ash a liberare una centrale elettrica da un'invasione di Grimer e Muk. I capipalestra Jasmine e Walter possiedono esemplari del Pokémon. Un esercito di Magnemite viene utilizzato da Zero nel film Pokémon: Giratina e il Guerriero dei Cieli.

### Magneton
Magneton (レアコイル?, Reakoiru) è un Pokémon di stadio uno di tipo Elettro/Acciaio. Si evolve da Magnemite ed evolve a sua volta in Magnezone con l'aumento di livello nei pressi del Monte Corona, della Cava Pietrelettrica, della Landa di Luminopoli o del Canyon di Poni. Viene definito il Pokémon Calamita. È una specie asessuata. È formato da tre Magnemite uniti insieme da un forte campo magnetico. Produce onde radio ed elettromagnetiche così intense da creare squilibri ambientali e da interferire con gli apparecchi elettronici, per questo molte città li reputano indesiderati. Nell'anime, Magneton appare per la prima volta nel corso dell'episodio Un'amica magnetica (Sparks Fly for Magnemite). Walter possiede un esemplare del Pokémon che viene utilizzato contro Ash in Incontro scioccante (Watt's with Wattson?).Degli esemplari al comando di Zero compaiono anche nel film Pokémon: Giratina e il Guerriero dei Cieli.

### Farfetch'd
Farfetch'd (カモネギ?, Kamonegi) è un Pokémon base di tipo Normale/Volante. Viene definito il Pokémon Selvanatra. È basato su un'anatra selvatica. Porta sempre con sé un gambo di porro o lo stelo di qualche pianta, che maneggia come strumento per costruirsi il nido e come arma per attaccare i nemici. È talmente attaccato al suo gambo da sfidare i suoi simili per ottenere lo stelo migliore e da difenderlo al costo della vita. È una specie rara, che viene avvistata sporadicamente nei canneti. Dall'ottava generazione ne esiste una variante regionale di tipo Lotta che evolve in Sirfetch'd. Nell'anime, Farfetch'd appare per la prima volta nel corso dell'episodio Una bella lezione (So Near, Yet So Farfetch'd), in cui un esemplare del Pokémon è usato da un ladro per distrarre Misty in modo da rubarle lo zainetto. In Spirito di squadra (A Farfetch'd Tale) i membri del Team Rocket vogliono catturare un Farfetch'd. Nell' episodio Tenere duro ( Toughing it Out!) Ash cattura un esemplare della specie nella variante di Galar. Viene a volte scambiato erroneamente per la pre-evoluzione di Doduo a causa della presenza di tale errore nell'album di figurine di Pokémon pubblicato nel 2000 da Topps Company

### Doduo
Doduo (ドードー?, Dōdō) è un Pokémon base di tipo Normale/Volante. Si evolve in Dodrio con l'aumento di livello. Viene definito il Pokémon Biuccello. Si presenta come un uccello con due teste, in grado di funzionare autonomamente ma che condividono la stessa mente. Mentre una mangia o dorme l'altra rimane sempre vigile per evitare pericoli. Ha corte ali che non gli permettono di volare, ma può correre rapido sulle lunghe zampe. Gli esemplari di sesso femminile presentano un collo marrone, mentre nei maschi assume una colorazione nera. Nell'anime, Doduo appare per la prima volta nel corso dell'episodio Uniti nel pericolo (Showdown at the Poké Corral) in cui Gary Oak schiera un esemplare del Pokémon. Nel manga Pokémon - La grande avventura Giallo possiede un Doduo.

### Dodrio
Dodrio (ドードリオ?, Dōdorio) è un Pokémon di stadio uno di tipo Normale/Volante. Si evolve da Doduo. Viene definito il Pokémon Triuccello.  Ha tre teste, ognuna dotata di un proprio cervello; sfrutta questa caratteristica per cogliere di sorpresa i suoi avversari e tenere d'occhio il suo ambiente. Le tre teste bisticciano di frequente e si dice rappresentino la gioia, la tristezza e la rabbia. Anche il resto del suo corpo ha un'anatomia insolita, essendo dotato di tre cuori e tre polmoni, che gli permettono di correre insancabile per campi e praterie. Gli esemplari di sesso maschile presentano un collo di colore nero, mentre nelle femmine assume una colorazione marrone. Nell'anime, Dodrio appare per la prima volta nel corso dell'episodio L'inizio di una grande avventura (Pokémon, I Choose You!). È uno dei Pokémon utilizzati da Valerio, Bianca e Gary Oak. In Pokémon: Le origini Rosso utilizza un esemplare di Dodrio.

### Seel
Seel (パウワウ?, Pauwau) è un Pokémon base di tipo Acqua. Si evolve in Dewgong con l'aumento di livello. Viene definito il Pokémon Otaria. Appare come un'otaria dal manto bianco. È piuttosto maldestro sulla terraferma ma in acqua si dimostra un elegante nuotatore. Ama nuotare nelle fredde acque polari, dove usa il corno che ha sulla fronte per forare le lastre di ghiaccio e riuscire così a respirare. Nell'anime, Seel appare per la prima volta nel corso dell'episodio Il segreto di Misty (The Water Flowers of Cerulean City) ed è uno dei vari Pokémon presenti nella palestra di Celestopoli.

### Dewgong
Dewgong (ジュゴン?, Jugon) è un Pokémon di stadio uno di tipo Acqua/Ghiaccio. Si evolve da Seel. Viene definito il Pokémon Otaria. Ha un candido manto bianco che lo mimetizza alla perfezione sul ghiaccio e sulla neve, dove ama riposare. La pelliccia e il grasso lo isolano dal freddo, per cui si sente a suo agio anche in acque gelide. Nell'anime, Dewgong appare per la prima volta nel corso dell'episodio Uno spettacolo straordinario (The Misty Mermaid), in cui il Seel di Misty si evolve. Prima possiede un esemplare del Pokémon mostrato in Lezioni di vita (The Mandarin Island Miss Match). Anche il capopalestra Alfredo è proprietario di numerosi Dewgong.

### Grimer
Grimer (ベトベター?, Betobetā) è un Pokémon base di tipo Veleno. Si evolve in Muk con l'aumento di livello. Viene definito il Pokémon Melma. È una specie nata dalla melma marina esposta ai raggi X della luna. Ha un corpo fangoso, fetido e tossico, tanto che dove passa non crescono più le piante. Si nutre dei liquami di scarico inquinati delle fabbriche, mentre fatica a sopravvivere in ambienti sterili e puliti, per questo i suoi esemplari sono in diminuzione. Nella settima generazione è stata introdotta la forma di Alola di Grimer, di tipo Veleno/Buio. Questa svolge un servizio per la regione cibandosi dei rifiuti prodotti dagli abitanti delle isole. Nell'anime, Grimer appare per la prima volta nel corso dell'episodio La città dei profumi (Pokémon Scent-sation) in un ricordo di Erika. In Un'amica magnetica (Sparks Fly for Magnemite) alcuni esemplari di Grimer e di Muk invadono una centrale elettrica. Lucinda utilizza un esemplare del Pokémon nel corso di L'Accademia Estiva Pokémon.

### Muk
Muk (ベトベトン?, Betobeton) è un Pokémon di stadio uno di tipo Veleno. Si evolve da Grimer. Viene definito il Pokémon Melma. È formato da strati di melma tossica, che spande ovunque si muova. Il suo contatto causa febbre e avvinzisce le piante. Emana un fetore insopportabile, che viene incrementato dalla sua dieta a base di sporcizia e liquami di scolo. Nella settima generazione è stata introdotta la forma di Alola di Muk, di tipo Veleno/Buio. A causa di differenti veleni e reazioni chimiche al suo interno, il suo corpo ha assunto una variazione cromatica molto accentuata e dei cristalli di veleno solidificato. Nell'anime, Muk appare per la prima volta nel corso dell'episodio Un'amica magnetica (Sparks Fly for Magnemite) in cui Ash libera una centrale elettrica da Grimer e Muk e ne cattura un esemplare, che invia al Professor Oak. Di tanto in tanto Ash lo preleva per schierarlo in combattimento. Nell'episodio Corsa al grande evento! (Racing to a Big Event!) appare per la prima volta la forma di Alola di Muk.

### Shellder
Shellder (シェルダー?, Sherudā) è un Pokémon base di tipo Acqua. Si evolve in Cloyster tramite l'utilizzo dello strumento Pietraidrica. Viene definito il Pokémon Bivalve. È un bivalve, la cui dura conchiglia protegge il tenero corpo interno da ogni tipo di attacco. Aprendo e chiudendo alternatamente il guscio, può inoltre nuotare molto velocemente. Ha la lingua perennemente a penzoloni e la impiega per scavare nella sabbia in cerca di cibo o per ricavare una buca in cui dormire. Spesso gli finisce nel guscio della sabbia, che, unendosi ai fluidi corporei, finisce per formare delle perle, che Shellder sputa perché gli danno fastidio. Nell'anime, Shellder appare per la prima volta nel corso dell'episodio Avventura su due ruote (The Bridge Bike Gang) in cui Ash, Brock e Misty devono portare all'Infermiera Joy una medicina per curare un esemplare malato del Pokémon. In Una grande scoperta (The Evolution Solution) Jessie cattura uno Shellder che tuttavia morde la coda di uno Slowpoke, provocandone l'evoluzione in Slowbro. Anche Alfredo ne possiede un esemplare.

### Cloyster
Cloyster (パルシェン?, Parushen) è un Pokémon di stadio uno di tipo Acqua/Ghiaccio. Si evolve da Shellder. Viene definito il Pokémon Bivalve. Per proteggersi si richiude nella sua conchiglia più dura del diamante e attacca i nemici scagliando punte dal guscio. Per nuotare assorbe ed espelle ritmicamente acqua dalla bocca. Nell'anime, Cloyster appare per la prima volta nel corso dell'episodio Avventura su due ruote (The Bridge Bike Gang). È uno dei Pokémon utilizzati da Giovanni e Butch e Lorelei.

### Gastly
Gastly (ゴース?, Gōsu) è un Pokémon base di tipo Spettro/Veleno. Si evolve in Haunter con l'aumento di livello. Viene definito il Pokémon Gas. È composto interamente da gas e per questo può infilarsi ovunque e avvicinarsi di soppiatto alle sue vittime, che poi avvelena lentamente. Si trova prevalentemente in vecchi edifici diroccati, mentre evita l'aria aperta, dato che una corrente d'aria può bastare a spazzarlo via. Nell'anime, Gastly appare per la prima volta nel corso dell'episodio Il fantasma della scogliera (The Ghost of Maiden's Peak). Il capopalestra Angelo utilizza un esemplare del Pokémon in Una tappa importante (From Ghost to Ghost) contro Ash. Nel manga Pokémon - La grande avventura Gastly viene utilizzato da Maschera di Ghiaccio.

### Haunter
Haunter (ゴースト?, Gōsuto) è un Pokémon di stadio uno di tipo Spettro/Veleno. Si evolve da Gastly ed evolve a sua volta in Gengar tramite scambio. Viene definito il Pokémon Gas. Il suo corpo composto di gas gli permette di oltrepassare qualsiasi ostacolo, inclusa la materia solida. Ama i luoghi bui, dove tende agguati alle sue vittime, sorprendendole e leccandole con la sua lingua per succhiare loro la vita. Il suo tocco velenoso causa spasmi e infine la morte. Nell'anime, Haunter appare per la prima volta nel corso dell'episodio La torre della paura (The Tower of Terror) in cui un esemplare decide di seguire Ash per sfidare la capopalestra Sabrina. Nella puntata successiva, Haunter contro Kadabra (Haunter Versus Kadabra), Haunter decide di far divertire l'allenatrice, invece di far ricorso ai suoi attacchi, permettendo ad Ash di ottenere la medaglia palude senza combattere. Dopo lo scontro Haunter decide di rimanere nella palestra di Sabrina. Anche Angelo, Agatha ed Eugenius utilizzano esemplari del Pokémon. Nel manga Pokémon - La grande avventura Agatha invade Kanto con uno stuolo di Haunter. Nel manga Dengeki! Pikachu è presente un esemplare gigante del Pokémon, che preferisce autodistruggersi invece che finire catturato da Satoshi. Haunter è uno degli spettri più apprezzati e popolari del franchise di Pokémon e di Nintendo in generale.

### Gengar
Gengar (ゲンガー?, Gengā) è un Pokémon di stadio due di tipo Spettro/Veleno. Si evolve da Haunter. Viene definito il Pokémon Ombra. Emerge dall'oscurità o dall'ombra delle sue vittime per terrorizzarle, maledirle e succhiare loro la vita. Assorbe calore dall'ambiente, quindi il suo arrivo è annunciato da un brivido di freddo. In Pokémon X e Y ottiene una megaevoluzione denominata MegaGengar. In questo stato acquista la capacità di passare in altre dimensioni e una determinazione nella caccia ancora maggiore. Nell'anime, Gengar appare per la prima volta ne L'inizio di una grande avventura (Pokémon, I Choose You!). Nella scena iniziale dell'episodio, che riprende l'inizio di Pokémon Rosso e Blu, si vede il Pokémon lottare contro un Nidorino. Gengar è utilizzato da Ash Ketchum ,Angelo, Agatha, Fannie e Drake. In Pokémon: Le origini Rosso utilizza un Gengar durante la cattura di Mewtwo.

### Onix
Onix (イワーク?, Iwāku) è un Pokémon base di tipo Roccia/Terra. Si evolve in Steelix tramite scambio tenendo lo strumento Metalcoperta. Viene definito il Pokémon Serpesasso. Appare come un serpente di roccia. Vive nel sottosuolo, dove scava lunghi cunicoli contorcendo il lungo corpo e divorando massi e terra che gli si parano davanti. Le scosse e il boato dei suoi scavi sono percepibili anche in superficie. Una calamita presente nel suo cranio gli permette di non perdere mai l'orientamento mentre si muove sottoterra. Nell'anime, un Onix di proprietà di Brock appare per la prima volta nel corso dell'episodio La grande sfida (Showdown in Pewter City). Il Pokémon viene poi donato a Forrest nello speciale di Pokémon Chronicles La Famiglia di Brock (A Family That Battles Together, Stays Together!). Il Superquattro Bruno possiede due esemplari del Pokémon, di cui uno gigante. Anche Pedro, Giovanni, Drake, Petra, Ferruccio e Lino schierano esemplari di Onix. Nell'episodio Spedizione all'isola degli Onix! (Expedition to Onix Island!) compare un esemplare cromatico del Pokémon.

### Drowzee
Drowzee (スリープ?, Surīpu) è un Pokémon base di tipo Psico. Si evolve in Hypno con l'aumento di livello. Viene definito il Pokémon Ipnosi. Si dice discenda dalla creatura leggendaria baku, dal momento che anche Drowzee utilizza l'ipnosi per addormentare le sue prede e poi cibarsi dei loro sogni e incubi. Identifica ciò che gli altri stanno sognando annusandoli col suo grande naso; solitamente predilige i sogni allegri dei bambini perché più gustosi. Nell'anime, Drowzee appare per la prima volta nel corso dell'episodio Un mistero da svelare (Hypno's Naptime). Un esemplare viene utilizzato da Butch e Cassidy del Team Rocket per ipnotizzare numerosi Pokémon. Anche Sabrina ed Eugenius possiedono un esemplare del Pokémon.

### Hypno
Hypno (スリーパー?, Surīpā) è un Pokémon di stadio uno di tipo Psico. Si evolve da Drowzee. Viene definito il Pokémon Ipnosi. Se entra in contatto visivo con le sue vittime, le addormenta nel giro di pochi secondi ipnotizzandole col suo pendolo. Poi le attacca coi suoi poteri psichici e si nutre dei loro sogni. Gli esemplari di sesso femminile presentano una criniera più folta rispetto ai maschi. Nell'anime, Hypno appare per la prima volta nel corso dell'episodio Un mistero da svelare (Hypno's Naptime).

### Krabby
Krabby (クラブ?, Kurabu) è un Pokémon base di tipo Acqua. Si evolve in Kingler con l'aumento di livello. Viene definito il Pokémon Granchio. È un granchio che vive sulle spiagge, in prossimità del mare, in buche scavate nella sabbia. Le sue armi di attacco e di difesa sono le due grandi chele; ogni tanto nel corso della lotta queste si staccano ma poi ricrescono immediatamente. Se si sente minacciato produce delle bolle con cui circonda il proprio corpo per apparire più grande. Nell'anime, Krabby appare per la prima volta nel corso dell'episodio Il mistero del faro (Mystery at the Lighthouse) in cui Ash ne cattura un esemplare. Anche Gary Oak possiede un Krabby, apparso nel corso di Uniti nel pericolo (Showdown at the Poké Corral).

### Kingler
Kingler (キングラー?, Kingurā) è un Pokémon di stadio uno di tipo Acqua. Si evolve da Krabby. Viene definito il Pokémon Chela. Ha una forma Gigamax.  Possiede una chela sovradimensionata, con cui è in grado di esercitare una notevole forza e di comunicare con i suoi simili, ma che è troppo pesante per essere utilizzata agilmente in battaglia. Se la maneggia troppo bruscamente può stancarsi rapidamente e anche perdere l'equilibrio. Nell'anime, Kingler appare per la prima volta nel corso dell'episodio Rivalità (Showdown at Dark City). Il Krabby di Ash si evolve in Kingler in Quando si scatena l'azione (Round One - Begin!). Anche Giovanni possiede un esemplare del Pokémon.

### Voltorb
Voltorb (ビリリダマ?, Biriridama) è un Pokémon base di tipo Elettro. Si evolve in Electrode con l'aumento di livello. Viene definito il Pokémon Ball. È una specie asessuata. Ha un'estrema somiglianza a una Poké Ball, tanto che alcuni hanno proposto che si sia originato proprio da tali strumenti, sebbene la ragione di tale aspetto rimanga un mistero. È molto sensibile a ogni minima sollecitazione, e reagisce scagliando attacchi elettrici o autodistruggendosi. Nell'anime, il Pokémon è utilizzato da Koga come trappola esplosiva all'interno della palestra di Fucsiapoli. Il capopalestra Walter possiede un Voltorb che utilizza contro Ash nell'episodio Incontro scioccante (Watt's with Wattson?).

### Electrode
Electrode (マルマイン?, Marumain) è un Pokémon di stadio uno di tipo Elettro. Viene definito il Pokémon Ball. Si evolve da Voltorb. È una specie asessuata. Accumula elettricità nel suo corpo sferico, per questo molti esemplari si radunano nei pressi di centrali elettriche e in occasione di forti temporali. Quando poi raggiungono il limite o non hanno nient'altro di meglio da fare, si divertono a esplodere. Nell'anime, Electrode appare per la prima volta nel corso dell'episodio La gara (The Flame Pokémon-athon). È uno dei Pokémon utilizzati da Walter, Danny ed Eugenius.

### Exeggcute
Exeggcute (タマタマ?, Tamatama) è un Pokémon base di tipo Erba/Psico. Si evolve in Exeggutor tramite l'utilizzo dello strumento Pietrafoglia. Viene definito il Pokémon Uovo. È un Pokémon formato da sei individui, dall'aspetto di uova o semi, che si attraggono e comunicano in modo telepatico. I loro gusci sono molto resistenti e se si crepano significa che l'evoluzione è vicina. Nell'anime, Exeggcute appare per la prima volta nel corso dell'episodio Il mago Melvin (The March of the Exeggutor Squad), in cui un esemplare del Pokémon si evolve senza l'utilizzo della Pietrafoglia. Nel manga Pokémon - La grande avventura Bill possiede un Exeggcute.

### Exeggutor
Exeggutor (ナッシー?, Nasshī) è un Pokémon di stadio uno di tipo Erba/Psico. Viene definito il Pokémon Nocecocco. Si evolve da Exeggcute. Per via del suo aspetto è noto anche come "Foresta con le gambe". Ha tre teste dalla forma di noci di cocco, che ragionano autonomamente e che si coordinano per via telepatica. Queste crescono costantemente al sole dei tropici, dove Exeggutor ama risiedere, e, se diventano troppo grandi e pesanti, una cade e va a formare un nuovo gruppo di Exeggcute. Attacca i suoi nemici con poteri psichici. Nella settima generazione è stata introdotta la forma di Alola di Exeggutor, di tipo Erba/Drago. A causa del clima tropicale della regione ha sviluppato un lungo collo e una quarta testa sulla coda, che può muovere in modo indipendente. Nell'anime, Exeggutor appare per la prima volta nel corso dell'episodio Il mago Melvin (The March of the Exeggutor Squad), in cui un Exeggcute si evolve senza l'utilizzo della Pietrafoglia. Rudy possiede un Exeggutor. Nell'episodio La sfida del protettore! (The Guardian's Challenge!) compare un esemplare di Exeggutor di Alola. Nel manga Pokémon - La grande avventura sia Bill sia Blu possiedono un esemplare del Pokémon. Exeggutor è il Pokémon preferito di Tsunekazu Ishihara, presidente della The Pokémon Company, dal momento che ha utilizzato sempre lui nella fase di debugging dei giochi. A Miyazaki sono stati installati diversi Pokéfuta, ovvero dei tombini, ritraenti delle illustrazioni di Exeggutor.

### Cubone
Cubone (カラカラ?, Karakara) è un Pokémon base di tipo Terra. Si evolve in Marowak con l'aumento di livello e in Marowak forma di Alola con l'aumento di livello di notte. Viene definito il Pokémon Solitario. È un Pokémon schivo e solitario. Sua madre è deceduta quando era ancora piccolo e, non avendo ancora superato il trauma della sua separazione, indossa il teschio della madre come un casco, motivo per il quale nessuno ha mai visto il suo volto. Quando piange versa molte lacrime e produce un verso triste e straziante. Nell'anime, Cubone appare per la prima volta nel corso dell'episodio La scuola per allenatori (The School of Hard Knocks). Nel manga Pokémon - La grande avventura Cristallo ne possiede un esemplare. Il secondo episodio di Pokémon: Le origini è dedicato alla storia di un cucciolo di Cubone che viene accudito nel rifugio per Pokémon di Mr. Fuji a Lavandonia. Cubone è stato inoltre una delle ispirazioni per gli strisciateschi presenti nel film Kong: Skull Island di Jordan Vogt-Roberts.

### Marowak
Marowak (ガラガラ?, Garagara) è un Pokémon di stadio uno di tipo Terra. Si evolve da Cubone. Viene definito Il Pokémon Guardaossi. Dopo l'evoluzione il suo animo si fa forte e combattivo. Impugna sempre un osso, che raccoglie da un qualche cimitero conosciuto solo alla sua specie. Lo impiega per attaccare i nemici, scagliandolo come un boomerang, o per comunicare coi suoi simili, percuotendo ritmicamente rocce e massi. Nella settima generazione è stata introdotta la forma di Alola di Marowak, di tipo Fuoco/Spettro. Porta sempre con sé un osso di sua madre; ne dà poi alle fiamme le estremità e lo usa per attaccare i nemici. In Pokémon Rosso e Blu, Giallo e Rosso Fuoco e Verde Foglia il fantasma di un Marowak ucciso dal Team Rocket infesta l'ultimo piano della Torre Pokémon di Lavandonia. Nell'anime, Marowak appare per la prima volta nel corso dell'episodio Le medaglie rubate (Bad to the Bone). È uno dei Pokémon utilizzati da Luana.

### Hitmonlee
Hitmonlee (サワムラー?, Sawamurā) è un Pokémon base di tipo Lotta. Si evolve da Tyrogue. Viene definito il Pokémon Tiracalci. Il suo nome è un riferimento all'attore e artista marziale Bruce Lee. Le sue zampe sono elastiche, il che gli permette di allungarle per eseguire calci a distanza e correre rapido. La sua padronanza delle tecniche eseguibili con i calci è pressoché totale. Nell'anime, Hitmonlee appare per la prima volta nel corso dell'episodio Il torneo (The Punchy Pokémon) in cui un esemplare è utilizzato dal Team Rocket. È uno dei Pokémon di Barry, Furio e Bruno. In Pokémon: Le origini Rosso ottiene un esemplare di Hitmonlee nel Dojo Lotta di Zafferanopoli, che schiera poi contro Giovanni.

### Hitmonchan
Hitmonchan (エビワラー?, Ebiwarā) è un Pokémon base di tipo Lotta. Si evolve da Tyrogue. Viene definito il Pokémon Tirapugni. Il suo nome è un riferimento all'attore e artista marziale Jackie Chan. In combattimento sferra raffiche di pugni, così veloci da risultare invisibili e così potenti da sgretolare il cemento. Ha uno spirito combattivo e non si tira mai indietro di fronte a una sfida. Nell'anime, Hitmonchan appare per la prima volta nel corso dell'episodio Il torneo (The Punchy Pokémon). È uno dei Pokémon utilizzati da Furio, Bruno e Vera. Nel manga Pokémon - La grande avventura Cristallo possiede un esemplare del Pokémon.

### Lickitung
Lickitung (ベロリンガ?, Beroringa) è un Pokémon base di tipo Normale. Si evolve in Lickilicky con l'aumento di livello dopo aver appreso la mossa Rotolamento. Viene definito il Pokémon Linguaccia. La sua caratteristica principale è la lunga lingua appiccicosa, che arriva a misurare due metri e il doppio della lunghezza del suo corpo; per questo la tiene sempre penzolante. Si tratta di un organo molto sviluppato, che Lickitung usa come braccio aggiuntivo, per pulirsi il corpo o per leccare e memorizzare persone e oggetti sconosciuti. Nell'anime, Lickitung appare per la prima volta nel corso dell'episodio Una festa principesca (Princess Versus Princess) in cui Jessie del Team Rocket ne cattura un esemplare. Questo Lickitung viene utilizzato in poche occasioni e per errore viene poi scambiato per un Wobbuffet in La fiera (Tricks Of The Trade).

### Koffing
Koffing (ドガース?, Dogāsu) è un Pokémon base di tipo Veleno. Si evolve in Weezing con l'aumento di livello. Viene definito il Pokémon Velenuvola. Ha una corpo sferico, sottile e leggero, che contiene gas più leggero dell'aria e che lo fa pertanto levitare come una nuvola. I gas, che Koffing può espellere a piacimento, sono tossici e maleodoranti, e con l'aumento della temperatura possono espandersi ed esplodere senza preavviso. Solitamente si può trovare nei pressi di discariche, dove seleziona le esalazioni più tossiche e disgustose per mischiarle ai suoi gas. Nell'anime, Koffing è uno dei Pokémon utilizzati da James del Team Rocket. Esso si evolve in La diga (Dig Those Diglett). Anche Koga e Velia possiedono esemplari del Pokémon. Koffing è stato scelto come mascotte da diverse comunità online riguardanti i Pokémon, tra cui Smogon University (lett. "Università Koffing", dal nome tedesco del Pokémon), specializzata nel gioco competitivo. A Koffing è dedicata inoltre la canzone omonima giapponese Dogars, cantata da Velia all'interno della palestra di Zondopoli.

### Weezing
Weezing (マタドガス?, Matadogasu) è un Pokémon di stadio uno di tipo Veleno. Si evolve da Koffing. Viene definito il Pokémon Velenuvola. È formato da due Koffing fusi insieme; i due si gonfiano e si sgonfiano alternatamente per mischiare i loro gas e crearne di nuovi, più velenosi e maleodoranti. Assorbe continuamente gli effluvi emanati da rifiuti e cibo in decomposizione. Nell'anime, Weezing appare per la prima volta nel corso dell'episodio La diga (Dig Those Diglett), in cui si evolve il Koffing di James. L'allenatore lo libera poi ne Il bracconiere (A Poached Ego!). Ash utilizza un esemplare di Weezing nel corso de L'esame (The Ultimate Test).

### Rhyhorn
Rhyhorn (サイホーン?, Saihōn) è un Pokémon base di tipo Terra/Roccia. Si evolve in Rhydon con l'aumento di livello. Viene definito il Pokémon Punzoni. Ha ossa molto resistenti e una dura corazza fatta di spunzoni acuminati. A causa delle sue corte zampe ha un'agilità ridotta, per questo si muove solo in una direzione caricando e distruggendo tutti gli ostacoli sul suo cammino. Il suo cervello è così piccolo che spesso dimentica il suo obiettivo o il motivo per cui ha scelto di attaccare. Gli esemplari di sesso femminile presentano un corno di lunghezza inferiore rispetto a quello dei maschi. Nell'anime, Rhyhorn appare per la prima volta nel corso dell'episodio La gara (The Flame Pokémon-athon). È uno dei Pokémon utilizzati da Giovanni, Koga e Savino.

### Rhydon
Rhydon (サイドン?, Saidon) è un Pokémon di stadio uno di tipo Terra/Roccia. Si evolve da Rhyhorn ed evolve a sua volta in Rhyperior tramite scambio tenendo lo strumento Copertura Viene definito il Pokémon Trapano. Dopo l'evoluzione si è adattato a camminare in posizione eretta ed è diventto molto più intelligente. Il suo corpo è rivestito da una dura corazza rocciosa, che può resistere anche alla lava, ed è dotato di una coda robusta e di un corno sulla fronte, che Rhydon usa come un trapano per perforare le rocce. Gli esemplari di sesso femminile presentano un corno di lunghezza inferiore rispetto a quello dei maschi. Nell'anime, Rhydon appare per la prima volta nel corso dell'episodio Rivalità (Showdown at Dark City). È uno dei Pokémon utilizzati da Blaine, Giovanni, Rudy e Savino. Rhydon è stato il primo Pokémon a essere creato da Game Freak.

### Chansey
Chansey (ラッキー?, Rakkī) è un Pokémon base di tipo Normale. Si evolve da Happiny ed evolve a sua volta in Blissey tramite felicità. Viene definito il Pokémon Uovo. Depone e porta sempre con sé delle uova molto nutrienti, che condivide altruisticamente con chi si trova in difficoltà. È una specie molto rara e si dice che porti fortuna a chi riesca ad avvistarne o a catturarne un esemplare. Nell'anime, Chansey è il Pokémon più utilizzato dall'infermiera Joy all'interno dei Centri Pokémon. Anche Demetra e Brock possiedono un esemplare del Pokémon.

### Tangela
Tangela (モンジャラ?, Monjara) è un Pokémon base di tipo Erba. Si evolve in Tangrowth con l'aumento di livello dopo aver appreso la mossa Forzantica. Viene definito il Pokémon Liana. Il suo corpo è completamente calato da un groviglio di liane blu. Queste crescono in continuazione e, se vengono strappate, rispuntano nel giro di un giorno. Tangela le utilizza in combattimento per innervosire i suoi avversari dondolandole e per avvilupparli in una forte presa. Nell'anime, un Tangela di proprietà della capopalestra Erika appare per la prima volta nel corso dell'episodio La città dei profumi (Pokémon Scent-sation). In Piccoli invasori (Gulpin it Down!) anche agente Jenny schiera un esemplare del Pokémon.

### Kangaskhan
Kangaskhan (ガルーラ?, Garūra) è un Pokémon base di tipo Normale. È una specie esclusivamente femminile. Viene definito il Pokémon Genitore. Gli esemplari di Kangaskhan hanno un marsupio sul ventre in cui accudiscono il loro cucciolo fino all'età di tre anni. Ogni tanto i piccoli escono a giocare, ma restano sempre sotto lo sguardo protettivo delle madri. Per proteggere il loro cucciolo sono disposti a lottare con chiunque e a non arrendersi mai anche se feriti. In Pokémon X e Y ottiene una megaevoluzione denominata MegaKangaskhan. In questo stato Kangaskhan rimane invariato, mentre l'energia dell'evoluzione viene assorbita dal cucciolo, che cresce ed esce dal marsupio per lottare con la madre. Nell'anime, Kangaskhan appare per la prima volta nel corso dell'episodio Il bambino della giungla (The Kangaskhan Kid). Nel manga Pokémon - La grande avventura è uno dei Pokémon del Professor Oak. Anche Giovanni del Team Rocket e Martes del Team Galassia possiedono un esemplare di Kangaskhan.

### Horsea
Horsea (タッツー?, Tattsū) è un Pokémon base di tipo Acqua. Si evolve in Seadra con l'aumento di livello. Viene definito il Pokémon Drago. Dalla bocca sputa getti d'acqua, per colpire insetti che volano sul pelo dell'acqua, e nuvole d'inchiostro, per sfuggire ai suoi nemici. Nuota abile con la grande pinna dorsale, ma se la corrente si fa troppo forte si ancora con la coda a rocce e coralli per evitare di essere trascinato via. Nell'anime, Horsea appare per la prima volta nel corso dell'episodio Le creature marine (Tentacool and Tentacruel), in cui Misty cattura un esemplare del Pokémon. Ella lascia poi il Pokémon nella palestra di Celestopoli in Uno spettacolo straordinario (The Misty Mermaid).

### Seadra
Seadra (シードラ?, Shīdora) è un Pokémon di stadio uno di tipo Acqua. Si evolve da Horse ed evolve a sua volta in Kingdra tramite scambio tenendo lo strumento Squama Drago. Viene definito il Pokémon Drago. Ha l'aspetto di un piccolo drago marino. Nuota all'indietro utilizzando le due pinne pettorali e la coda. Il suo corpo è ricoperto da piccoli aculei velenosi, che causano punture e stordimento nelle sue vittime. Nell'anime, Seadra appare per la prima volta nel corso dell'episodio Quando si scatena l'azione (Round One - Begin!). È uno dei Pokémon utilizzati da Cissy e Rodolfo. Nel manga Pokémon - La grande avventura sia Giallo sia Argento possiedono un esemplare di Seadra.

### Goldeen
Goldeen (トサキント?, Tosakinto) è un Pokémon base di tipo Acqua. Si evolve in Seaking con l'aumento di livello. Viene definito il Pokémon Pescerosso. È basato su un pesce rosso. Le sue pinne laterali, dorsali e caudali gli conferiscono un aspetto elegante e grazioso, per questo è conosciuto anche come "Regina delle acque" o "Danzatore d'acqua". Nonostante l'aspetto è piuttosto forte e può attaccare con il lungo corno che ha sulla fronte. In primavera risale la corrente in branchi, per poi accoppiarsi e deporre le uova. Gli esemplari di sesso femminile presentano un corno di lunghezza inferiore rispetto a quello dei maschi. Nell'anime, un Goldeen di proprietà di Misty appare per la prima volta nel corso dell'episodio Emergenza! (Pokémon Emergency!). Anche Rodolfo possiede un esemplare del Pokémon.

### Seaking
Seaking (アズマオウ?, Azumaō) è un Pokémon di stadio uno di tipo Acqua. Si evolve da Goldeen. Viene definito il Pokémon Pescerosso. L'autunno è la sua stagione degli amori; in questo periodo i maschi si tingono di una colorazione più accentuata e ballano aggraziatamente per conquistare una compagna. Dopo la deposizione delle uova, maschi e femmine si alternano nel sorvegliare il nido, che proteggono gelosamente per oltre un mese. Per mettere al riparo le uova dalla corrente, molti Seaking scavano il nido nella roccia tramite il corno appuntito che hanno sul capo. Gli esemplari di sesso femminile presentano un corno di lunghezza inferiore rispetto a quello dei maschi. Nell'anime, Seaking appare per la prima volta nel corso dell'episodio Uno spettacolo straordinario (The Misty Mermaid), in cui è uno dei Pokémon presenti nella palestra di Celestopoli. In Una dolce vittoria (Hook, Line and Stinker) sia Ash sia Misty ne catturano un esemplare per una competizione. Anche il capopalestra Rodolfo possiede un Seaking.

### Staryu
Staryu (ヒトデマン?, Hitodeman) è un Pokémon base di tipo Acqua. Si evolve in Starmie tramite l'utilizzo dello strumento Pietraidrica. Viene definito il Pokémon Stella. È una specie asessuata. Ha l'aspetto di una stella a cinque punte, con un nucleo centrale rosso che pulsa e brilla di notte. Fintanto che il nucleo è ancora intatto, può rigenerare qualunque parte del proprio corpo persa in battaglia. Vive sulle spiagge, dove si dice che il suo bagliore rifletta quello delle stelle. Nell'anime, uno Staryu di proprietà di Misty appare per la prima volta nel corso dell'episodio La Pietralunare (Clefairy and the Moon Stone). Anche Rodolfo possiede un esemplare di Staryu, mostrato nell'episodio Capopalestra e gentiluomo (The Great Eight Fate!).

### Starmie
Starmie (スターミー?, Sutāmī) è un Pokémon di stadio uno di tipo Acqua/Psico. Si evolve da Staryu. Viene definito il Pokémon Misterioso. È una specie asessuata. La sua forma geometrica e l'abilità di inviare e ricevere segnali dallo spazio profondo tramite la gemma che ha nel centro, lo rendono un Pokémon enigmatico e misterioso. Il suo nucleo brilla dei colori dell'iride, e viene a volte illegalmente lavorato in gioielli. Per nuotare ruota su sé stesso, avanzando come un'elica. Nell'anime, Starmie appare per la prima volta nel corso dell'episodio Il segreto di Misty (The Water Flowers of Cerulean City), in cui Misty utilizza il suo Pokémon nella sfida contro Ash. Anche Rudy possiede un esemplare del Pokémon.

### Mr. Mime
Mr. Mime (バリヤード?, Bariyādo) è un Pokémon base di tipo Psico/Folletto. Si evolve da Mime Jr.. Viene definito il Pokémon Barriera. Cerca di impressionare gli altri usando la mimica; se la sua platea non si mostra interessata arriva anche a schiaffeggiarla. Mentre esegue la sua pantomima, emette un campo di forza dalla punta delle dita, creando barriere e oggetti invisibili tangibili. Nell'anime, Mr. Mime appare per la prima volta nel corso dell'episodio Casa dolce casa (It's Mr. Mime Time) in cui Delia Ketchum ottiene un esemplare del Pokémon di nome Mimey che l'aiuta nei lavori domestici. Nel manga Pokémon - La grande avventura Cristallo possie un Mr. Mime.

### Scyther
Scyther (ストライク?, Sutoraiku) è un Pokémon base di tipo Coleottero/Volante. Si evolve in Scizor tramite scambio tenendo lo strumento Metalcoperta. Viene definito il Pokémon Mantide. È una specie esclusiva di Pokémon Rosso e Rosso Fuoco. Ha l'aspetto di una mantide, con due lame affilate al posto delle zampe anteriori, in grado di tranciare anche grossi tronchi, e due paia d'ali, che usa raramente per alzarsi in volo. È veloce e agile come un ninja, tanto che le sue prede raramente si accorgono del suo arrivo e i suoi avversari fanno fatica a seguirne i movimenti. Gli esemplari di sesso femminile presentano un addome di dimensioni maggiori rispetto ai maschi. Nell'anime, Scyther appare per la prima volta nel corso dell'episodio La grande sfida (Showdown in Pewter City). È inoltre presente nel film Pokémon il film - Mewtwo colpisce ancora, in cui viene clonato da Mewtwo. Tracey Sketchit ne cattura un esemplare, e anche Danny e Raffaello possiedono dei Scyther, Goh ha posseduto un esemplare del Pokémon, prima della sua evoluzione in Scizor. In Pokémon: Le origini Rosso utilizza un esemplare del Pokémon. Nel manga Pokémon - La grande avventura Blu possiede un Scyther.

### Jynx
Jynx (ルージュラ?, Rūjura) è un Pokémon base di tipo Ghiaccio/Psico. Si evolve da Smoochum con l'aumento di livello. È una specie esclusivamente femminile. Viene definito il Pokémon Umanoide. Ha un aspetto umanoide e un linguaggio simile a quello umano; può infatti emettere una varietà di versi differenti per esprimere i diversi stati d'animo. Tende ad ancheggiare e a muoversi in modo ritmico, per ammaliare i nemici e indurli a danzare con lei tramite l'ipnosi. Nell'anime, Jynx appare per la prima volta nel corso dell'episodio Incontro con Babbo Natale (Holiday Hi-Jynx). Un esemplare del Pokémon, di proprietà dell'Infermiera Joy, è protagonista dell'episodio La Via Gelata (The Ice Cave!). Lorelei possiede un esemplare del Pokémon, mostrato in Lezioni di vita (The Mandarin Island Miss Match). Jynx è stato al centro di controversie per via del suo aspetto, che è stato avvertito dalla platea occidentale come un'immagine razzista e stereotipata delle persone di colore. In risposta a questa controversia, la Nintendo cambiò il colore del Pokémon rendendo viola sia le mani sia il viso.

### Electabuzz
Electabuzz (エレブー?, Erebū) è un Pokémon base di tipo Elettro. Si evolve da Elekid con l'aumento di livello ed evolve a sua volta in Electivire tramite scambio tenendo lo strumento Elettritore. Viene definito il Pokémon Elettrico. È una specie esclusiva di Pokémon Rosso e Rosso Fuoco. Si ciba di elettricità che poi immagazzina nel proprio corpo, per questo è facile trovarne esemplari nei pressi di centrali elettriche e in picchi di montagna durante i temporali. Poiché la quantità di elettricità che immette è superiore a quella che è il suo corpo è in grado di stoccare, una parte della corrente fuoriesce di continuo, facendo rizzare peli e capelli alle persone e ai Pokémon intorno a lui e facendolo scintillare al buio. Nell'anime, Electabuzz appare per la prima volta nel corso dell'episodio Rivalità (Showdown at Dark City). È uno dei Pokémon utilizzati da Rudy, Drake e Paul. Nel manga Pokémon - La grande avventura, Lt. Surge possiede un esemplare di Electabuzz che schiera contro Rosso.

### Magmar
Magmar (ブーバー?, Būbā) è un Pokémon base di tipo Fuoco. Si evolve da Magby con l'aumento di livello ed evolve a sua volta in Magmortar tramite scambio tenendo lo strumento Magmatore. Viene definito il Pokémon Sputafuoco. È una specie esclusiva di Pokémon Blu e Verde Foglia. Si dice sia nato all'interno di un vulcano; il suo corpo è sempre avvolto da fiamme, che lo fanno brillare come il sole e ne alzano la temperatura corporea a 1 200 gradi. Sputa fiamme dalla bocca per attaccare gli avversari e riscaldare l'ambiente circostante in modo da renderlo più adatto ai suoi gusti. Quando è stanco o ferito si immerge nella lava per ritemprarsi. Nell'anime, Magmar è uno dei Pokémon utilizzati da Blaine, Gary Oak e Paul.

### Pinsir
Pinsir (カイロス?, Kairosu) è un Pokémon base di tipo Coleottero. È una specie esclusiva di Pokémon Blu e Verde Foglia. Viene definito il Pokémon Cervolante. È basato su un cervo volante, con due grandi pinze sul capo con cui afferra e trancia ostacoli e nemici. Ha una forza elevata, tanto da riuscire a sollevare un peso doppio rispetto al suo; tutto ciò che non è in grado di stritolare viene poi scagliato via con violenza. Il freddo lo debilita, per questo di notte si rifugia sugli alberi tra il fogliame o in cunicoli che scava nel terreno tra le radici delle piante. In Pokémon X e Y ottiene una megaevoluzione denominata MegaPinsir, di tipo Coleottero/Volante. In questa forma acquisisce un paio d'ali e la capacità di volare. Nell'anime, Pinsir appare per la prima volta nel corso dell'episodio La sfida del samurai (Challenge of the Samurai). Gary Oak possiede un esemplare del Pokémon mostrato in Il torneo della vittoria (prima parte) (The Ties That Bind). Anche l'Asso Savino annovera un Pinsir tra i suoi Pokémon nel corso di Articuno, il Pokémon leggendario (Numero Uno Articuno).

### Tauros
Tauros (ケンタロス?, Kentarosu) è un Pokémon base di tipo Normale. È una specie esclusivamente maschile. Viene definito il Pokémon Torobrado. Ha l'aspetto di un toro selvatico. Per via della sua indole forte e aggressiva, ama correre libero travolgendo ogni cosa. Parte spesso alla carica a testa bassa, frustandosi con le sue tre code per spronarsi. Lotta inoltre coi suoi simili incrociando le corna, al fine di eleggere il capobranco, che è l'individuo più forte e con le corna più segnate. In Pokémon Sole e Luna un esemplare del Pokémon chiamato Carica Tauros è utilizzabile per il Poképassaggio. Nell'anime, Tauros appare per la prima volta nel corso dell'episodio La gara (The Flame Pokémon-athon). Una mandria di Tauros è inoltre presente nel film Pokémon il film - Mewtwo colpisce ancora, in cui Mewtwo utilizza i suoi poteri per sbaragliare gli avversari e permettere ai membri del Team Rocket di catturarli. Ash cattura trenta esemplari del Pokémon all'interno della Zona Safari nell'episodio Miniryū no densetsu. Uno di loro viene schierato durante l'incontro con Drake in L'Isola del Drago (Hello Pummelo). In Pokémon: Le origini Rosso utilizza un Tauros durante la cattura di Zapdos.

### Magikarp
Magikarp (コイキング?, Koikingu) è un Pokémon base di tipo Acqua. Si evolve in Gyarados con l'aumento di livello. Viene definito il Pokémon Pesce. Ha l'aspetto di un pesce ed è ispirato alla leggenda cinese secondo cui le carpe, attraversando una cascata detta "porta del drago", sarebbero in grado di trasformarsi in draghi. Il Pokédex riporta che anticamente erano piuttosto forti, ma i loro discendenti sono delle creature estremamente deboli, patetiche e inutili. Troppo deboli per nuotare controcorrente, tutto quello che fanno è farsi trascinare dai flutti e occasionalmente spiccare qualche balzo. Sono però molto fertili e resistenti alle diverse condizioni ambientali, per questo sono diffusi in tutto il mondo e in tutte le acque, anche le più inquinate. Gli esemplari di sesso femminile presentano dei barbigli di colore bianco. Nei maschi questi organi assumono una colorazione gialla. Nell'anime, un venditore di Magikarp truffa in più occasioni Jessie e James, vendendo loro vari Magikarp spacciandoli per Pokémon forti o per altre creature. Il trio del Team Rocket utilizza inoltre numerosi sottomarini a forma di Magikarp. Nell'episodio Joy, la superinfermiera (The Joy of Pokémon) un Magikarp gigante, che aveva salvato da piccola l'infermiera Joy, si evolve in un Gyarados egualmente grande e soccorre Ash, Misty, Tracey Sketchit e Joy dal Team Rocket. Il videogioco Pokémon: Magikarp Jump ruota attorno alla cattura di esemplari di Magikarp e al loro allenamento per farli saltare più in alto nelle sfide contro delle leghe locali. Per via del fatto che le sue statistiche sono molto basse, che la sua mossa iniziale Splash è priva di effetti, e che non è in grado di apprendere nessuna MT e MN, Magikarp è considerato il Pokémon più debole del franchise. Tuttavia poiché la sua evoluzione Gyarados è un Pokémon molto forte, è spesso citato come esempio del fatto che tenacia e impegno vengono sempre ripagati e portano prima o poi a dei risultati.

### Gyarados
Gyarados (ギャラドス?, Gyaradosu) è un Pokémon di stadio uno di tipo Acqua/Volante. Si evolve da Magikarp. Viene definito il Pokémon Atroce. Ha l'aspetto di un serpente marino con scaglie azzurre sul dorso e bianche sul ventre. È famoso per la sua ferocia e atrocità: quando va su tutte le furie, infatti, non si placa fino a quando non ha incenerito e distrutto ogni cosa intorno a sé. Viene attirato da guerre e conflitti, dove può scatenare tutta la sua furia. Gli esemplari di sesso femminile presentano dei barbigli di colore bianco. Nei maschi questi organi assumono una colorazione azzurra. In Pokémon X e Y ottiene una megaevoluzione denominata MegaGyarados, di tipo Acqua/Buio. In questa forma è ancora più feroce, e spruzza acqua come un sifone dalle aperture che ha lungo il corpo per nuotare e schizzare fuori dall'acqua a velocità elevatissime. Nell'anime, Gyarados appare per la prima volta nel corso dell'episodio Il naufragio (Pokémon Shipwreck) in cui si evolve il Magikarp acquistato da James. Possiedono esemplari del Pokémon anche Misty, Lance, Sandra, Adriano, Omar, Fortunata ed Elisio.

### Lapras
Lapras (ラプラス?, Rapurasu) è un Pokémon base di tipo Acqua/Ghiaccio. Ha una forma Gigamax. Il suo aspetto ricorda quello di un plesiosauro con un guscio bitorzoluto di tartaruga sul dorso. Viene definito il Pokémon Trasporto. A causa della sua natura placida e gentile, poco incline alla lotta, è stato cacciato fin quasi all'estinzione, ma delle misure protettive gli hanno permesso di riprendersi. È molto intelligente ed è in grado di leggere la mente e comprendere il linguaggio umano; ogni tanto lo si sente cantare un verso dolce e melodioso. Ama rendersi utile trasportando persone sulla sua groppa attraverso gli specchi d'acqua. In Pokémon Sole e Luna un esemplare del Pokémon chiamato Nuoto Lapras è utilizzabile per il Poképassaggio. Nell'anime, Lapras appare per la prima volta nel corso dell'episodio Incontro con Babbo Natale (Holiday Hi-Jynx). Ash ottiene un esemplare del Pokémon in Un cucciolo ferito (The Lost Lapras), che usa per spostarsi nelle Isole Orange, per poi lasciarlo libero nel corso di I pirati (Viva Las Lapras). Anche Alfredo e Solidad possiedono esemplari del Pokémon.

### Ditto
Ditto (メタモン?, Metamon) è un Pokémon base di tipo Normale. È una specie asessuata. In un'intervista alla rivista @Gamer del 2010, Junichi Masuda e Ken Sugimori hanno affermato che il Pokémon è stata una delle loro creazioni più bizzarre ed è basato sullo smiley. Viene definito il Pokémon Mutante. È un Pokémon mutante, che può riarrangiare a piacimento la propria struttura cellulare per assumere l'aspetto di altri organismi viventi. Usa questa abilità quando affronta un nemico, per trasformarsi nella sua copia, o quando dorme, per assumere l'aspetto di un sasso ed evitare aggressioni. Se è costretto a trasformarsi in qualcosa che non è presente, sfruttando solo la sua memoria, è possibile che commetta degli errori. Nei giochi Ditto è in grado di copiare l'aspetto, le mosse, il tipo e le statistiche del Pokémon avversario, utilizzando l'attacco Trasformazione. Può inoltre produrre uova con qualunque specie di Pokémon in grado di riprodursi tramite allevamento. Nell'anime, Ditto è uno dei Pokémon utilizzati da Drake. Duplica possiede solamente esemplari di Ditto. Nel videogioco Pokémon Link! Ditto ha il ruolo di jolly, che può sostituire qualsiasi altro Pokémon nelle combinazioni. È inoltre uno dei boss di Pokémon Ranger: Tracce di luce, in cui assume l'aspetto dei Pokémon leggendari Raikou, Entei e Suicune.

### Eevee
Eevee (イーブイ?, Ībui) è un Pokémon base di tipo Normale. Si evolve in Vaporeon, Jolteon, Flareon, Espeon, Umbreon, Leafeon, Glaceon o Sylveon. Il suo codice genetico, infatti, è molto instabile e si adatta rapidamente alle diverse condizioni ambientali, consentendogli di evolversi in molteplici modi e forme in base agli stimoli che riceve. Viene definito il Pokémon Evoluzione. È un Pokémon molto raro. Eevee è il Pokémon iniziale del protagonista in Pokémon Let's Go, Eevee!, Pokémon XD: Tempesta Oscura e Pokémon Conquest e del suo rivale in Pokémon Giallo. È inoltre disponibile come Pokémon iniziale in Pokémon Mystery Dungeon: Squadra rossa e Squadra blu e Pokémon Mystery Dungeon: Esploratori del cielo. Nell'anime, Eevee appare per la prima volta nel corso dell'episodio L'importante non è vincere (The Battling Eevee Brothers). Possiedono esemplari del Pokémon Gary Oak, Vera, Serena e Suiren. Eevee e le sue evoluzioni compaiono anche nel cortometraggio Eevee e i suoi amici (Eevee & Friends). Nel manga Pokémon - La grande avventura Rosso possiede un esemplare di Eevee che, a causa di esperimenti effettuati dal Team Rocket, è in grado di evolversi in Vaporeon, Jolteon, Flareon e di ritornare poi allo stato base.

### Vaporeon
Vaporeon (シャワーズ?, Shawāzu) è un Pokémon di stadio uno di tipo Acqua. Si evolve da Eevee. Viene definito il Pokémon Bollajet. Il suo corpo si è evoluto per adattarsi alla vita acquatica; ha infatti sviluppato pinne e branchie, che lo fanno assomigliare a una sirena. Anche la sua struttura cellulare è particolare, e gli permette di sciogliersi in acqua per rendersi invisibile. Nell'anime, Vaporeon appare per la prima volta nel corso dell'episodio L'importante non è vincere (The Battling Eevee Brothers). È inoltre presente nel film Pokémon il film - Mewtwo colpisce ancora, in cui è uno dei Pokémon clonati da Mewtwo. Il Pokémon è spesso visibile in episodi in cui sono presenti altre evoluzioni di Eevee, tra cui La cerimonia del tè (Trouble's Brewing) e Non c'è quattro senza cinque (Espeon Not Included!), oltre che nel film Pokémon: Giratina e il Guerriero dei Cieli e nel cortometraggio Eevee e i suoi amici (Eevee & Friends).

### Jolteon
Jolteon (サンダース?, Sandāsu) è un Pokémon di stadio uno di tipo Elettro. Si evolve da Eevee. Viene definito il Pokémon Luminoso. La sua pelliccia è carica di elettricità statica, che si manifesta in saette luminose, un continuo ronzio, e gli fa rizzare tutti i peli come aghi. Combinando questa carica con quella prodotta all'interno delle sue cellule, Jolteon può generare intensi fulmini o scagliare i peli della pelliccia come piccoli missili. Nell'anime, Jolteon appare per la prima volta nel corso dell'episodio L'importante non è vincere (The Battling Eevee Brothers). Il Pokémon è spesso visibile in episodi in cui sono presenti altre evoluzioni di Eevee, tra cui La cerimonia del tè (Trouble's Brewing) e Non c'è quattro senza cinque (Espeon Not Included!), oltre che nel film Pokémon: Giratina e il Guerriero dei Cieli e nel cortometraggio Eevee e i suoi amici (Eevee & Friends). In Pokémon: Le origini Rosso utilizza un esemplare di Jolteon.

### Flareon
Flareon (ブースター?, Būsutā) è un Pokémon di stadio uno di tipo Fuoco. Si evolve da Eevee. Viene definito il Pokémon Fiamma. Quando è agitato o si prepara a combattere, accumula energia termica nel proprio corpo, la cui temperatura sale vertiginosamente; per evitare che si surriscaldi troppo, dissipa una parte di calore nell'aria attraverso il pelo bianco che ha attorno al collo. Dentro al suo corpo ha una tasca che arde a una temperatura di 1 700 gradi e in cui brucia parte dell'aria che inspira per emettere fiamme incendiarie. Nell'anime, Flareon appare per la prima volta nel corso dell'episodio L'importante non è vincere (The Battling Eevee Brothers). Il Pokémon è spesso visibile in episodi in cui sono presenti altre evoluzioni di Eevee, tra cui La cerimonia del tè (Trouble's Brewing) e Non c'è quattro senza cinque (Espeon Not Included!), oltre che nel film Pokémon: Giratina e il Guerriero dei Cieli e nel cortometraggio Eevee e i suoi amici (Eevee & Friends).

### Porygon
Porygon (ポリゴン?, Porigon) è un Pokémon base di tipo Normale. Si evolve in Porygon2 tramite scambio tenendo lo strumento Upgrade. Viene definito il Pokémon Virtuale. È una specie asessuata. È un Pokémon virtuale, creato dall'uomo sulla base di codici di programmazione per eseguire svariati compiti. La sua composizione gli permette di muoversi liberamente nel cyberspazio e di resistere in ambienti impossibili per la vita, come lo spazio aperto. Un sistema anti-pirateria lo protegge dalla clonazione. Nell'anime, Porygon è il protagonista dell'episodio Dennō senshi Porygon, censurato in tutto il mondo a causa di una serie di luci intermittenti che hanno causato circa 700 casi di epilessia in Giappone, durante la prima e ultima trasmissione dell'episodio il 16 dicembre 1997. In seguito il Pokémon è comparso anche in Una mela di troppo (A Chansey Operation) e nel film Pokémon Heroes.

### Omanyte
Omanyte (オムナイト?, Omanaito) è un Pokémon base di tipo Roccia/Acqua. Si evolve in Omastar con l'aumento di livello. Viene definito il Pokémon Spirale. Si tratta di uno dei tre Pokémon resuscitati da fossile nei videogiochi della prima generazione e il suo design è basato su una spirale. Incamera o rilascia aria nella conchiglia per immergersi o emergere dall'acqua, e nuota poi grazie ai dieci tentacoli che spuntano dalla conchiglia. Se si sente minacciato si rintana nel guscio. Nell'anime, Omanyte appare per la prima volta nel corso dell'episodio Avventure preistoriche (Attack of the Prehistoric Pokémon). In Jurassic Pokémon (Fossil Fools) numerosi esemplari del Pokémon e della sua evoluzione vengono trovati all'interno delle Rovine d'Alfa. Nell'episodio Trattare con chi sta sulla difensiva all'interno della palestra di Canalipoli sono presenti un Omanyte e un Omastar.

### Omastar
Omastar (オムスター?, Omasutā) è un Pokémon di stadio uno di tipo Roccia/Acqua. Si evolve da Omanyte. Viene definito il Pokémon Spirale. Afferra le prede tra i suoi tentacoli e poi le fa a brandelli coi denti affilati, in grado di fare a pezzi anche i gusci più duri. Si pensa che si sia estinto perché la sua conchiglia, crescendo troppo, sia diventata eccessivamente pesante e limitante per i suoi movimenti. Nell'anime, Omastar appare per la prima volta nel corso dell'episodio Avventure preistoriche (Attack of the Prehistoric Pokémon). In Jurassic Pokémon (Fossil Fools) numerosi esemplari del Pokémon e di Omanyte, vengono trovati all'interno delle Rovine d'Alfa. Nell'episodio Trattare con chi sta sulla difensiva all'interno della palestra di Canalipoli sono presenti un Omanyte e un Omastar.

### Kabuto
Kabuto (カブト?) è un Pokémon base di tipo Roccia/Acqua. Si evolve in Kabutops con l'aumento di livello. Viene definito il Pokémon Crostaceo. Si tratta di uno dei tre Pokémon resuscitati da fossile nei videogiochi della prima generazione e il suo design è basato su un crostaceo. È vissuto trecento milioni di anni fa sul fondo del mare e sulle spiagge e raramente se ne trovano esemplari ancora in vita. Il suo corpo è protetto da un duro guscio ed è provvisto di occhi sia sul torace sia sul dorso, che usa per guardare quando è adagiato sul fondale marino. Nell'anime, Bill rimane intrappolato in un costume di Kabuto in Il mistero del faro (Mystery at the Lighthouse). Ne L'isola dei fossili (Shell Shock) sono presenti numerosi fossili del Pokémon, che, a causa di un'eclissi lunare, ritornano in vita. Nell'episodio Trattare con chi sta sulla difensiva all'interno della palestra di Canalipoli sono presenti un Kabuto e un Kabutops.

### Kabutops
Kabutops (カブトプス?, Kabutopusu) è un Pokémon di stadio uno di tipo Roccia/Acqua. Si evolve da Kabuto. Viene definito il Pokémon Crostaceo. È un provetto nuotatore grazie alla sua forma allungata e al carapace affusolato; il suo corpo tuttavia ha iniziato a mutare per adattatarsi alla vita terrestre, dove nel frattempo si sono spostate la maggior parte delle sue prede. Attacca le sue vittime con le falci che ha sulle zampe anteriori e si nutre dei loro liquidi corporei. Nell'anime, Kabutops appare per la prima volta nel corso dell'episodio Avventure preistoriche (Attack of the Prehistoric Pokémon). Nell'episodio Trattare con chi sta sulla difensiva all'interno della palestra di Canalipoli sono presenti un Kabuto e un Kabutops. In Pokémon: Le origini Rosso schiera un Kabutops contro Giovanni.

### Aerodactyl
Aerodactyl (プテラ?, Putera) è un Pokémon base di tipo Roccia/Volante. Viene definito il Pokémon Fossile. Si tratta di uno dei tre Pokémon resuscitati da fossile nei videogiochi della prima generazione e il suo aspetto è stato paragonato a una viverna. È un Pokémon che dominava i cieli al tempo dei dinosauri, lanciando grida acute mentre in volo. Ha una grossa bocca irta di denti aguzzi, con cui attacca con ferocia i nemici alla gola. In Pokémon X e Y ottiene una megaevoluzione denominata MegaAerodactyl, in cui parte del suo corpo si tramuta in pietra, conferendogli un aspetto più vicino a quello che era un tempo. Nell'anime, Aerodactyl appare per la prima volta nel corso dell'episodio Avventure preistoriche (Attack of the Prehistoric Pokémon). Trovato possiede un esemplare del Pokémon. Un esemplare di Aerodactyl viene utilizzato nel film Pokémon Heroes, insieme a un esemplare di Kabutops, contro Ash e Latias. Ne Il ritorno di Aerodactyl (Putting the Air Back in Aerodactyl) di Pokémon Chronicles Gary Oak provoca il risveglio di un Aerodactyl.

### Snorlax
Snorlax (カビゴン?, Kabigon) è un Pokémon base di tipo Normale. Si evolve da Munchlax. Viene definito il Pokémon Sonno. È un Pokémon docile e pigro; tutto quello che fa è mangiare e dormire, tuttavia, quelle rare volte che si sforza, dimostra una forza prodigiosa. Non è sazio se non ingerisce almeno quattrocento chili di cibo al giorno. Il suo stomaco e i succhi gastrici sono così resistenti che possono digerire anche alimenti marci o veleni. Il gorgoglio del suo stomaco e il suo russare vengono a volte confusi col suo verso tipico. Degli esemplari di Snorlax ostruiscono il passaggio al giocatore nei videogiochi Pokémon Rosso e Blu, Giallo, Rosso Fuoco e Verde Foglia, Oro e Argento, Cristallo, Oro HeartGold e Argento SoulSilver, X e Y e Let's Go, Pikachu! e Let's Go, Eevee!. Nell'anime, Snorlax appare per la prima volta nel corso dell'episodio Il Pokémon addormentato (Wake up! Snorlax!). È uno dei Pokémon di Ash e Fortunata. In Pokémon: Le origini Rosso utilizza un esemplare di Snorlax contro Giovanni. Nel manga Pokémon - La grande avventura Rosso cattura uno Snorlax che bloccava la via durante una corsa ciclistica e lo soprannomina Lax. Snorlax è stato accolto positivamente dai fan e dalla critica. IGN e GamesRadar+ l'hanno definito uno dei Pokémon più riconoscibili, e quello dall'aspetto migliore tra tutte le creature della serie nate come variazione del tema "gatto". Il sito Complex l'ha elencato inoltre all'ottavo posto nella lista dei Pokémon più forti delle prime due generazioni.

### Articuno
Articuno (フリーザー?, Furīzā) è un Pokémon base di tipo Ghiaccio/Volante. Viene definito il Pokémon Gelo. Si tratta di un Pokémon leggendario che forma un trio insieme a Zapdos e Moltres. Ha una lunga coda sottile e delle ali semitrasparenti di ghiaccio. Quando vola raffredda l'aria intorno a sé, creando gelo e neve. Nell'anime, Articuno appare per la prima volta nel corso dell'episodio La fotografia (Freeze Frame) in cui viene fotografato da Todd Snap. Savino possiede un esemplare del Pokémon. Insieme a Zapdos e Moltres è inoltre uno dei protagonisti del film Pokémon 2 - La forza di uno. Nel manga Pokémon - La grande avventura Articuno viene catturato dal Team Rocket e affidato a Koga. Grazie a un esperimento dell'organizzazione viene fuso insieme a Zapdos e Moltres, ma gli attacchi combinati di Rosso, Blu e Verde sciolgono l'unione. In seguito il Pokémon viene catturato da Verde.

### Zapdos
Zapdos (サンダー?, Sandā) è un Pokémon base di tipo Elettro/Volante. Viene definito il Pokémon Elettrico. Si tratta di un Pokémon leggendario che forma un trio insieme ad Articuno e Moltres. È basato sul mito nativo americano dell'uccello del tuono. Vive all'interno di nubi temporalesche, per questo le sue apparizioni sono sempre accompagnate da violente tempeste, fulmini e tuoni. Poiché controlla i lampi e l'elettricità, il suo corpo emette crepitii e bagliori mentre è in volo. Nell'anime, Zapdos appare per la prima volta nel corso dell'episodio Il cristallo magico (As Clear As Crystal). In Dottor Brock! (Doc Brock!) il Team Rocket tenta invano di catturare un esemplare di Zapdos nella regione di Sinnoh. Insieme ad Articuno e Moltres è inoltre uno dei protagonisti del film Pokémon 2 - La forza di uno. Nel manga Pokémon - La grande avventura Zapdos viene catturato dal Team Rocket e affidato a Lt. Surge. Grazie a un esperimento dell'organizzazione viene fuso insieme ad Articuno e Moltres, ma gli attacchi combinati di Rosso, Blu e Verde sciolgono l'unione. In seguito il Pokémon viene catturato da Verde.

### Moltres
Moltres (ファイヤー?, Faiyā) è un Pokémon base di tipo Fuoco/Volante. Si tratta di un Pokémon leggendario che forma un trio insieme ad Articuno e Zapdos. Viene definito il Pokémon Fiamma. È basato sul mito slavo dell'uccello di fuoco. Quando sbatte le ali crea turbini e scie infuocate, che infiammano il cielo e riscaldano i posti che visita. La sua apparizione viene pertanto interpretata come l'arrivo della primavera. È in grado di curare le sue ferite semplicemente immergendosi nella lava fusa di un vulcano. Nell'anime, Moltres appare per la prima volta nel corso dell'episodio Il grande torneo (All Fired Up). Il Pokémon è inoltre presente nell'episodio di Pokémon Chronicles Sulle tracce della leggenda (The Search for the Legend). Insieme ad Articuno e Zapdos è inoltre uno dei protagonisti del film Pokémon 2 - La forza di uno. Nel manga Pokémon - La grande avventura Zapdos viene catturato dal Team Rocket e affidato a Sabrina. Grazie a un esperimento dell'organizzazione viene fuso insieme ad Articuno e Zapdos, ma gli attacchi combinati di Rosso, Blu e Verde sciolgono l'unione. In seguito il Pokémon viene catturato da Verde.

### Dratini
Dratini (ミニリュウ?, Miniryū) è un Pokémon base di tipo Drago. Si evolve in Dragonair con l'aumento di livello. Viene definito il Pokémon Drago. È basato su un serpente marino. Poiché infatti è ancora un cucciolo e piuttosto debole, rimane nascosto sul fondale marino, cibandosi dei resti che precipitano dall'alto. La sua esistenza è talmente ritirata che in pochi l'hanno mai visto direttamente e a lungo si è creduto essere una creatura mitica. Le sue dimensioni, già prossime ai due metri di lunghezza alla nascita, aumentano costantemente ogni volta che fa la muta, sostituendo la vecchia pelle con una più grande. Nell'anime, Dratini appare per la prima volta nel corso dell'episodio censurato Miniryū no densetsu. In L'ultima medaglia (prima parte) (Beauty is Skin Deep) il Dratini della capopalestra Sandra si evolve in Dragonair.

### Dragonair
Dragonair (ハクリュー?, Hakuryū) è un Pokémon di stadio uno di tipo Drago. Si evolve da Dratini ed evolve a sua volta in Dragonite con l'aumento di livello. Viene definito il Pokémon Drago. Ha l'aspetto di un serpente marino slanciato ed elegante. Vive in acqua, ma è anche in grado di volare, sebbene non sia provvisto di ali. Le sfere che ha sul collo e sulla coda gli conferiscono un'aura mistica e la capacità di controllare il tempo atmosferico. Per questo motivo è oggetto di venerazione da parte di persone e agricoltori. Nell'anime, Dragonair appare per la prima volta nel corso dell'episodio censurato Miniryū no densetsu. Sandra possiede un esemplare di Dragonair, evoluzione del suo Dratini.

### Dragonite
Dragonite (カイリュー?, Kairyū) è un Pokémon di stadio due di tipo Drago/Volante. Si evolve da Dragonair. Viene definito il Pokémon Drago. Appare come un drago molto intelligente, buono e mansueto, che sorvola il mare in tempesta per soccorrere navi e vittime di naufragi. Poiché viene avvistato raramente, si dice che viva in mare e che si riunisca in un'isola abitata da soli membri della sua specie. È talmente forte e resistente che può volare attorno al mondo in sole sedici ore. Nell'anime, Dragonite appare per la prima volta nel corso dell'episodio Il mistero del faro (Mystery at the Lighthouse). È inoltre presente nel film Pokémon il film - Mewtwo colpisce ancora in cui viene usato da Mewtwo per invitare Ash sulla sua isola. È uno dei Pokémon utilizzati da Ash Ketchum, Drake, Sandra, Lance, Iris, Palmer e dal Professor Oak.

### Mewtwo
Mewtwo (ミュウツー?, Myūtsū) è un Pokémon base di tipo Psico. Viene definito il Pokémon Genetico. Si tratta di un Pokémon leggendario creato geneticamente come clone di Mew. Le ripetute manipolazioni genetiche l'hanno però reso aggressivo e malvagio. Di solito riposa immobile all'interno di caverne inesplorate, così da conservare tutta la sua energia per il combattimento. In Pokémon X e Y ottiene due megaevoluzioni denominate MegaMewtwo X e MegaMewtwo Y. MegaMewtwo X è di tipo Psico/Lotta, ha un aspetto più muscoloso e capacità fisiche più sviluppate. MegaMewtwo Y è di tipo Psico, ha un corpo più minuto e poteri psichici ancora più elevati. Mewtwo è uno dei personaggi giocanti di Super Smash Bros. Melee e l'ultimo boss in Pokémon Stadium e in Pokémon Ranger: Tracce di luce. In Pokkén Tournament e Pokkén Tournament DX è presente sia in forma normale sia nella forma Mewtwo Nero. Nell'anime, Mewtwo appare per la prima volta nel corso dell'episodio L'ottava medaglia (The Battle of the Badge), in cui viene utilizzato da Giovanni. È inoltre il protagonista del film Pokémon il film - Mewtwo colpisce ancora e dello speciale Mewtwo Returns. In Pokémon: Le origini Rosso cattura il Pokémon all'interno della Grotta Celeste. Nel manga Pokémon - La grande avventura Mewtwo viene creato dal Team Rocket e condivide un legame genetico con il capopalestra Blaine.

### Mew
Mew (ミュウ?, Myū) è un Pokémon base di tipo Psico. Viene definito il Pokémon Novaspecie. Si tratta di un Pokémon misterioso, non catturabile nei videogiochi ma ottenibile solo tramite un glitch o una distribuzione Nintendo. Mew venne introdotto in Pokémon Rosso e Blu dal programmatore Shigeki Morimoto, come un Pokémon segreto e una sorta di scherzo a conoscenza del solo personale di Game Freak, ma la sua esistenza venne poi scoperta da alcuni giocatori e resa pubblica. Stando al Pokédex è una specie originaria del Sud America e talmente rara che si è creduta a lungo estinta, ma ogni tanto se ne riportano degli avvistamenti. Contiene il patrimonio genetico di tutti i Pokémon, pertanto può utilizzare qualunque tecnica ed è stato ipotizzato che sia l'antenato di tutte le specie conosciute. La sua corta pelliccia gli consente di rendersi invisibile, così da mostrarsi solo a coloro che ritiene puri di cuore e degni. Nell'anime, Mew è uno dei protagonisti insieme a Mewtwo del film Pokémon il film - Mewtwo colpisce ancora. Anche in Pokémon: Lucario e il mistero di Mew il Pokémon ricopre un ruolo principale, al fianco di Lucario. Nel manga Pokémon - La grande avventura Rosso incontra Mew nel primo capitolo. Il Team Rocket vuole impadronirsi del Pokémon al fine di utilizzare il suo codice genetico per completare la creazione di Mewtwo.